# Mihai Stere Derdena

Mihai Stere Derdena (n. 7 martie 1934 – d. 6 aprilie 2019) a fost un scriitor și publicist român, opozant al comunismului din România, fost deținut politic.

## Biografie
Mihai Stere Derdena s-a născut la 7 martie 1934, în satul Stâna-Cadânei, comuna Hasi Kioseler din județul Caliacra (Cadrilater, în prezent în Bulgaria), fiind al cincilea dintre cei nouă fii ai țăranilor aromâni Stere și Zoița Derdena. În septembrie 1940, ca urmare a cedării Cadrilaterului cu schimb de populații, familia Derdena s-a mutat, întâi,în satul ialomițean Pribegi,apoi în cătunul tulcean Caugagia. Clasele primare le-a urmat la școala din Caugagia, între anii 1941 și 1945, iar cele secundare, între anii 1945 și 1952, la Liceul „Spiru Haret” din Tulcea, fiind elev mediocru. Trecută abuziv în rândul chiaburimii, în 1948, familia Stere Derdena a suferit cumplit din cauza sistemului de cote obligatorii. Din această cauză toată familia s-a îmbolnăvit de tuberculoză pulmonară, cauza decesului a patru copii. Fiindcă se opunea colectivizării, Mihai a fost arestat și torturat pe când era licean. Din pricina originii sociale „nesănătoase” nu i s-a permis, în 1952, să susțină examenul de admitere la Facultatea de Științe Juridice a Universității din București. 
A lucrat, apoi, ca zilier în G.A.S (I.A.S), iar, mai apoi, ca brigadier voluntar la hidrocentrala de la Bicaz (șantierul Tunel-Ieșire). Criticând regimul comunist, în ianuarie 1953, a fost ținta unei tentative de omor, în tabăra de brigadieri. Mai înainte, tatăl său trecuse și el prin comă, în urma altei tentative securiste de asasinat. Intimidările au încetat odată cu înscrierea familiei în colhoz. Astfel, în august 1953, Derdena a putut să devinǎ, prin concurs de admitere, student al Facultății de Ziaristică din cadrul Universității din București, de unde va fi exmatriculat din anul al IV-lea, din cauza participării la Mișcările studențești din București din 1956(a se vedea manifestațiile studențești anticomuniste]]. 
A fost student eminent cu bursă de merit și cu fotografie la panoul de onoare al Facultăți de Ziaristică.
Arestat la 8 noiembrie 1956, pe când era student în anul IV-lea și se afla internat în Spitalul Studențesc de TBC, a fost anchetat cu bătăi până la pierderea cunoștinței de către Căpitanul Gheorghe Perlea, căpitanul Nicolae Comănescu, locotenentul-major Mihai Necula, locotenentul-major Constantin Iacob și locotenentul Eugen Lazăr. Derdena a fost condamnat prin sentința 302 din 27 februarie 1957 a Tribunalului Militar București la 5 ani de închisoare pentru crimă de uneltire contra ordinii sociale („Lotul Derdena”). În închisoare a încercat să reînființeze organizația anticomunistă „România Tânără” și a refuzat mereu să devină informator al Securității. Își execută sentința în penitenciarele Jilava și Gherla, precum și în lagărele din Delta Dunării (Periprava-Grind). A fost eliberat în 6 noiembrie 1961, însă, prin decizia M.A.I. Nr. 16270 din 11 octombrie 1961, i-a fost stabilit domiciliul obligatoriu în comuna Rubla din regiunea Galați (actualmente, județul Brăila), până în vara anului 1964, momentul eliberării definitive.
În vara anului 1961, în timpul unei epidemii de febră tifoidă din lagărul Periprava-Grind, a fost declarat mort la un număr de seară, pentru ca, în dimineața următoare, când era programat sa fie incinerat și aruncat într-o groapă comună, să aibă din nou puls și respirație, ceea ce determină internarea sa în infirmeria lagărului. 
Eliberat la 23 aprilie 1964, Derdena Mihai își însușește și numele de botez al tatălui său, Stere, ca, în acest fel, să se deosebească de un nepot de frate (botezat tot Mihai ca să-l pomenească onomastic pe unchiul său, despre care se zvonise că decedase încă din 1957, de tuberculoză pulmonară, în penitenciarul Jilava). Își continuă, din 1967 până în 1969, studiile la Facultatea de Filologie a Universității din București, prin cursuri fără frecvență, devenind profesor de limbă și literatură română. 
A lucrat în funcția de contabil la uzina „Vulcan” din București, până în 1969, când se încadrează ca profesor de limbă franceză la Școala Generală Nr. 3 din satul Frumușica, comuna Axintele, județul Ialomița (pe atunci, în județul Ilfov). Între anii 1975 și 1980 a urmat o nouă facultate universitară, dobândind licență și în specialitatea limba și literatura franceză.                                        După numeroase cereri de plecare temporară din țară la rudele sale din Bulgaria, toate respinse fără nicio motivare, a hotărât să plece definitiv din țară împreună cu toată familia, fiind  eliminat din învățământ în 1980. Cererea de imigrare în S.U.A. este aprobată la începutul anului 1981.Neputând să se adapteze în străinătate, după 7 luni de zile, tot în 1981, revine în țară, dar nu a mai fost primit în învățământ, ci va lucra ca muncitor necalificat până în 1990, când este titularizat ca profesor de limbă română la Școala Generală din Dridu, județul Ialomița. În 1998, s-a pensionat și, apoi,  în același an, s-a mutat din București în comuna prahoveană Poiana-Câmpina.
În două rânduri, pe trotuare, Mihai Stere Derdena a fost grav rănit de mașini ale Securității comuniste (va șchiopăta în toți anii dintre 1983 și 1992) fiindcă spunea mereu că sigla „P.C.R” înseamnă „Partidul Criminalilor Români” și pentru că ultimului dictator comunist nu-i zicea decât „Demolator de biserici” și „Bâlbâit-cu-Gura-Strâmbă”.
Urmărit de securiști, în permanență și pretutindeni (inclusiv la biserică pe tot parcursul slujbelor religioase), Mihai Stere Derdena a fost anchetat de colonelul de securitate Ioan Datu, la sediul securității de pe Calea Rahovei din București în cursul anilor 1988 și 1989, până în ajunul Revoluției, pentru redactarea și difuzarea de manifeste anticomuniste, făcându-i-se și percheziții domiciliare.

## Activitatea literară
Mihai Stere Derdena a început să scrie abia în 1992, la vârsta de 58 de ani, devenind colaborator al mensualului „Cuvântul Românesc” din Hamliton, Canada. A mai colaborat și colaborează la revistele bucureștene Albina, Bana armânească, Deșteptarea, Memento, Dimândarea, Tribuna învățământului, Buciumul, Permanențe, Memoria și altele, precum și la cotidienele Acțiunea (Piatra-Neamț), Oglinda (București), Oglinda (Câmpina), Prahova (Ploiești) etc., semnând și cu pseudonime.
Debutează editorial la 64 de ani, în 1998, cu cartea de eseuri Trei teme literare. La aceeași editură bucureșteană (Elisavaros) vor apărea următoarele opt volume: Mărturisirea unui neînvins (memorial având un cuvânt-înainte de Eugen Simion), 1998 ; Cronici literare la cărți foarte rare, 2004; Știm oare să vorbim?, 2004; Scrieri de atitudine civică, 2004; Suflete de crin și caractere pilduitoare, 2004; În apărarea limbii noastre sfinte, 2006; Mărturisirea unui neînvins, ediția a II-a, 2006; O comoară inestimabilă, 2009. Începând cu anul 2012. editura Babel din Bacău i-a tipărit următoarele cinci volume: Dulce minune-i limba română, 2012; Muntele Sfânt din Macedonia, 2013; Zborul unui înger înapoi, la cer, 2014; Mărturisirea unui neînvins (ediția a treia), 2015; Măreția muceniciei creștine, 2015.
Mihai Stere Derdena a scris și a publicat, în total, 14 cărți, dintre care două volume au fost reeditări ale volumului memorialistic Mărturisirea unui neînvins. Alte 10 cărți i-au rămas în manuscrise.
În anul 2015, când împlinea etatea de 81 de ani, Mihai Stere Derdena a încetat să mai scrie, din cauza orbirii ochiului său stâng.

## Recunoaștere
Mihai Stere Derdena a fost declarat, în 2008, „Luptător în Rezistența Anticomunistă”, iar în 2011 a fost distins cu titlul de „Cetățean de onoare al Comunei Poiana-Câmpina”. In "Intelectualii si Miscarea Legionara.Mari constiinte romanesti", carte publicată de fundația Buna-Vestire și fundația prof. George Manu, prin editura Fundației Culturale Buna-Vestire, în anul 2000, la pagina 105, se precizează că " Orientarea sa îl situează în rândul simpatizanților Mișcării Legionare".
Mihai Stere Derdena este, începând din 15 martie 2016, membru al Uniunii Scriitorilor din România, fapt confirmat în 9 iunie 2017.

## Documente

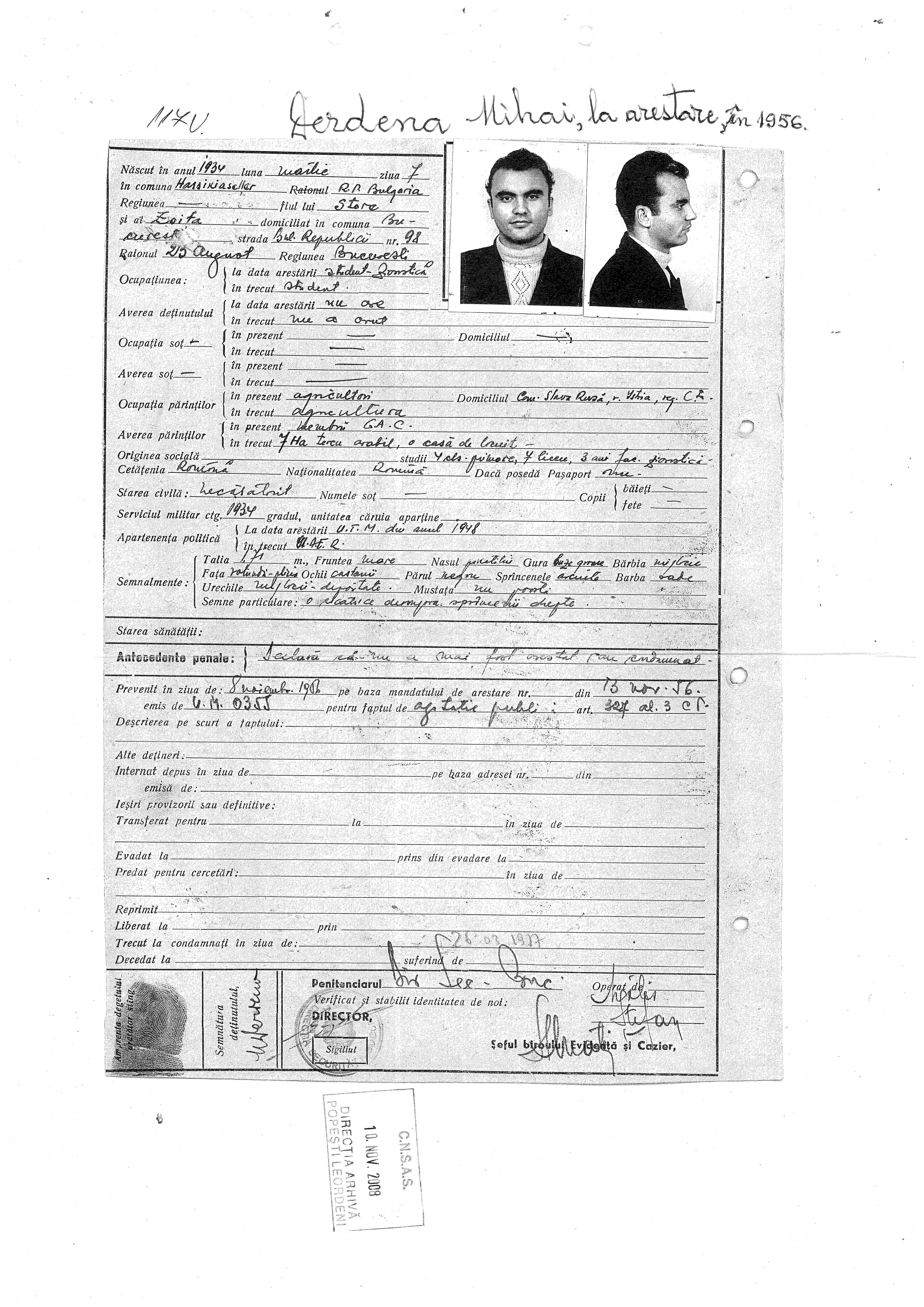
Derdena Mihai, la arestare în 1956.
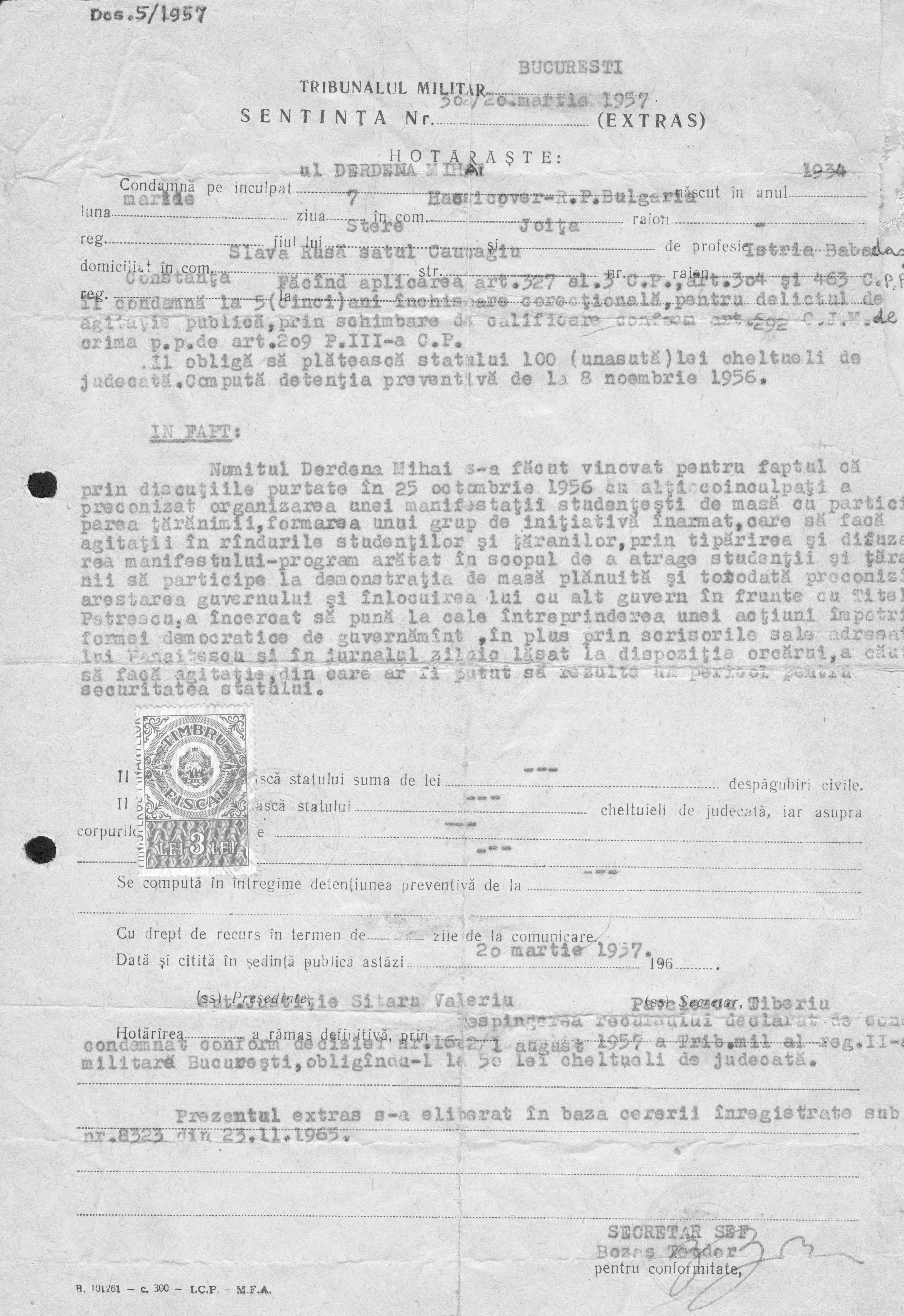
Sentinţa din 20 martie 1957.
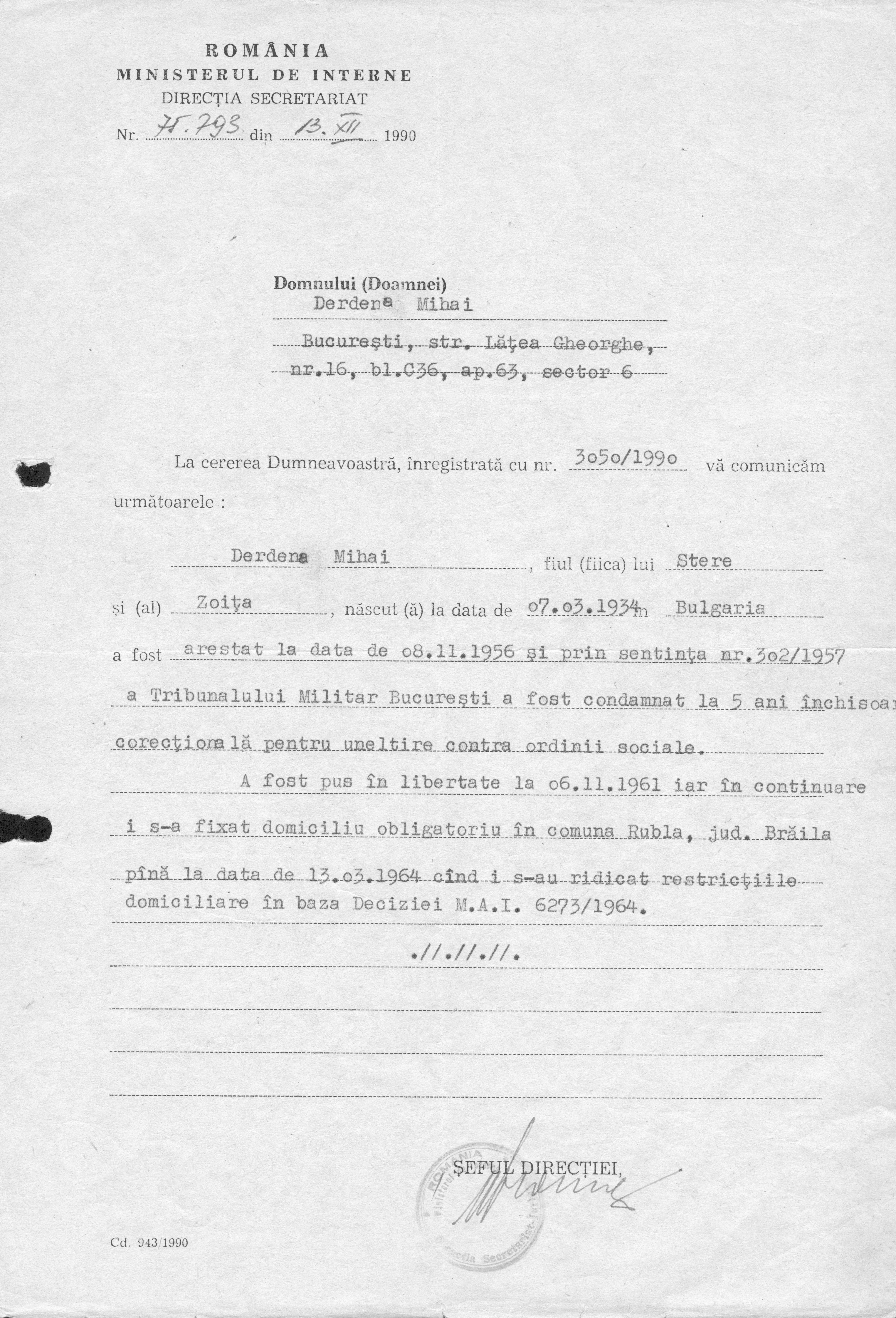
Cazier ce atestă arestarea în 8 noiembrie 1956 şi condamnarea prin sentinţa din 20 martie 1957.
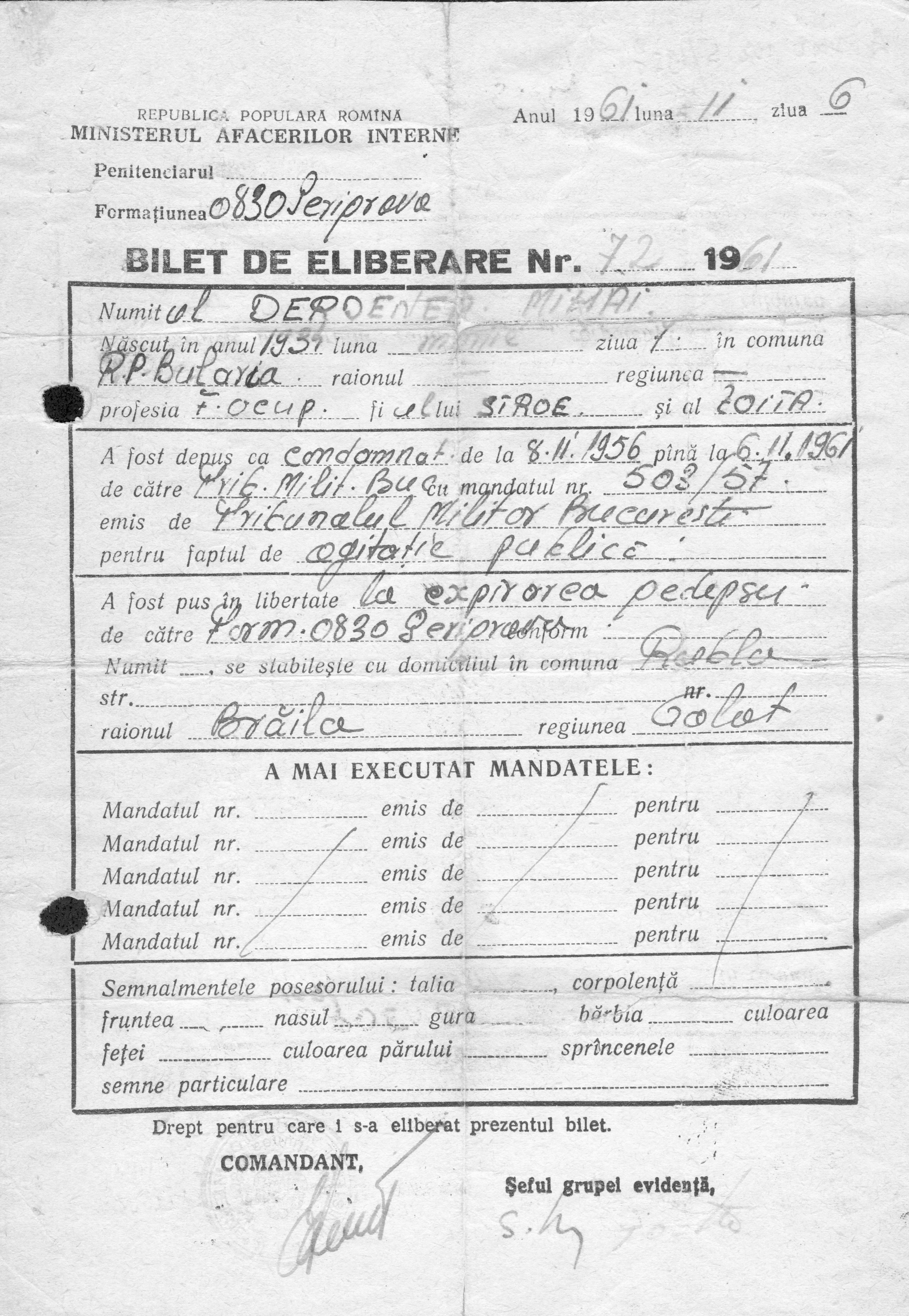
Mihai Stere Derdena este eliberat la expirarea pedepsei, de către formaţiunea 0830 Periprava.
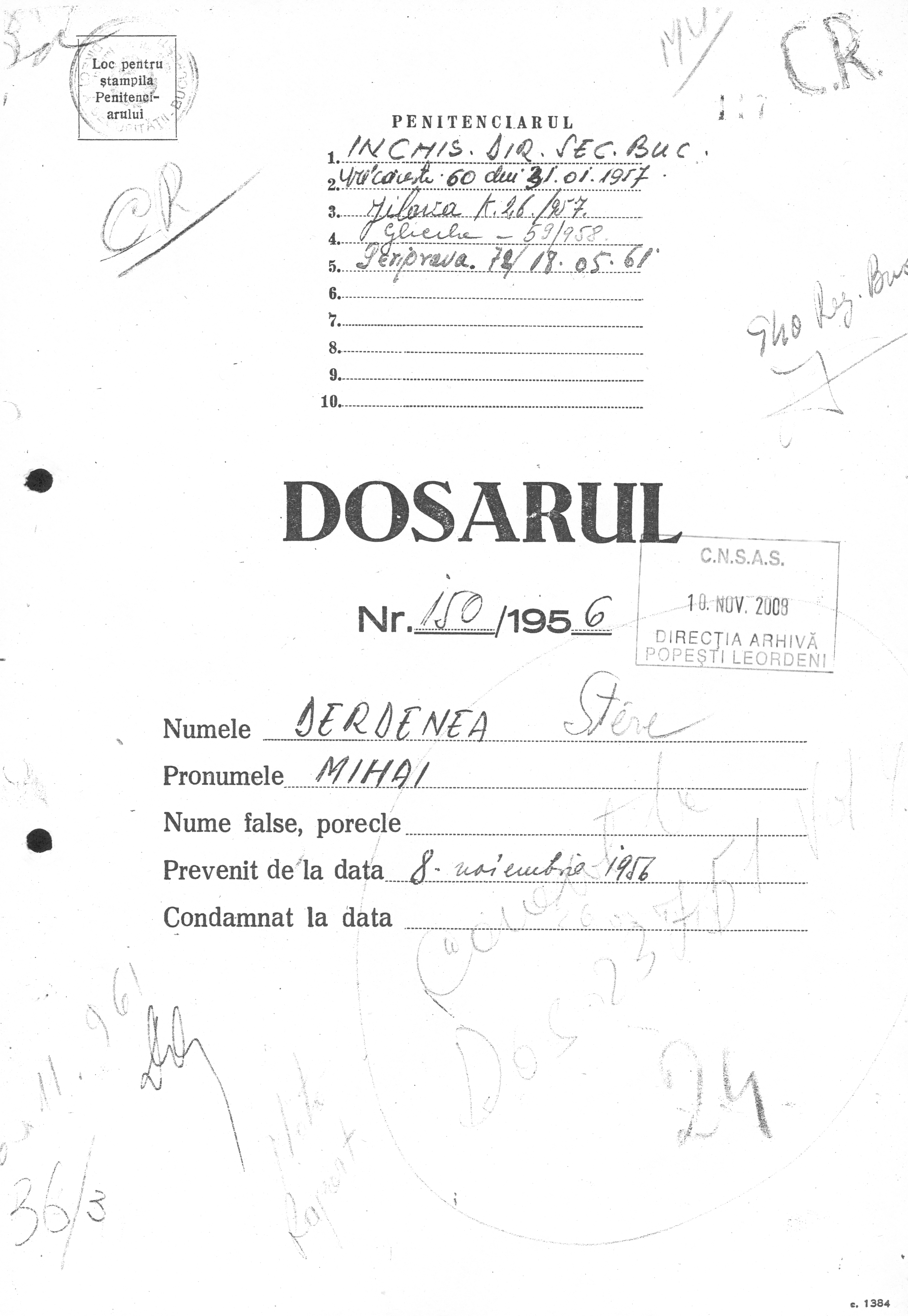
Dosarul Nr. 150/1956 privind Note Informative şi Rapoarte de la Securitate.
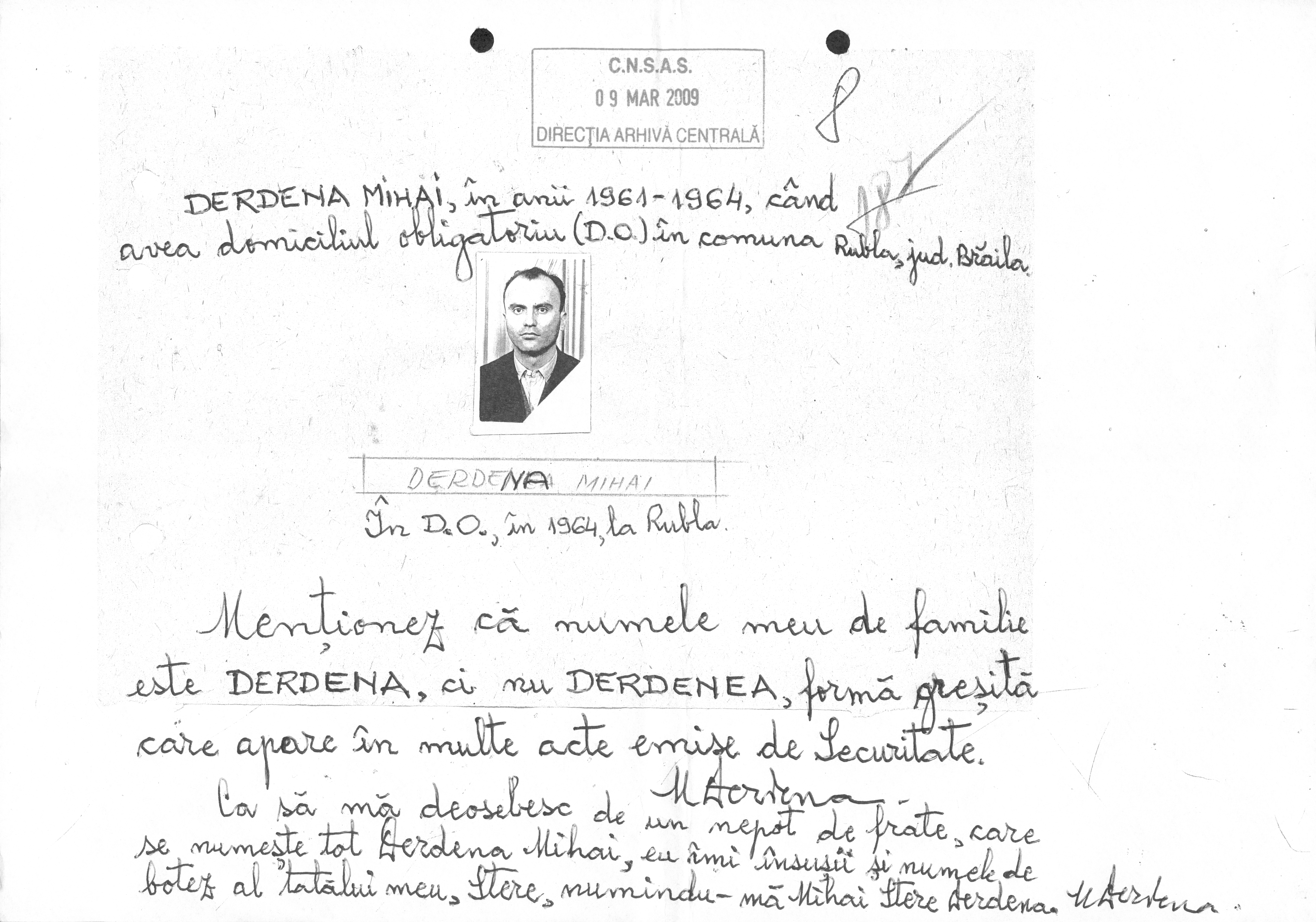
Domiciliul Obligatoriu în Rubla.
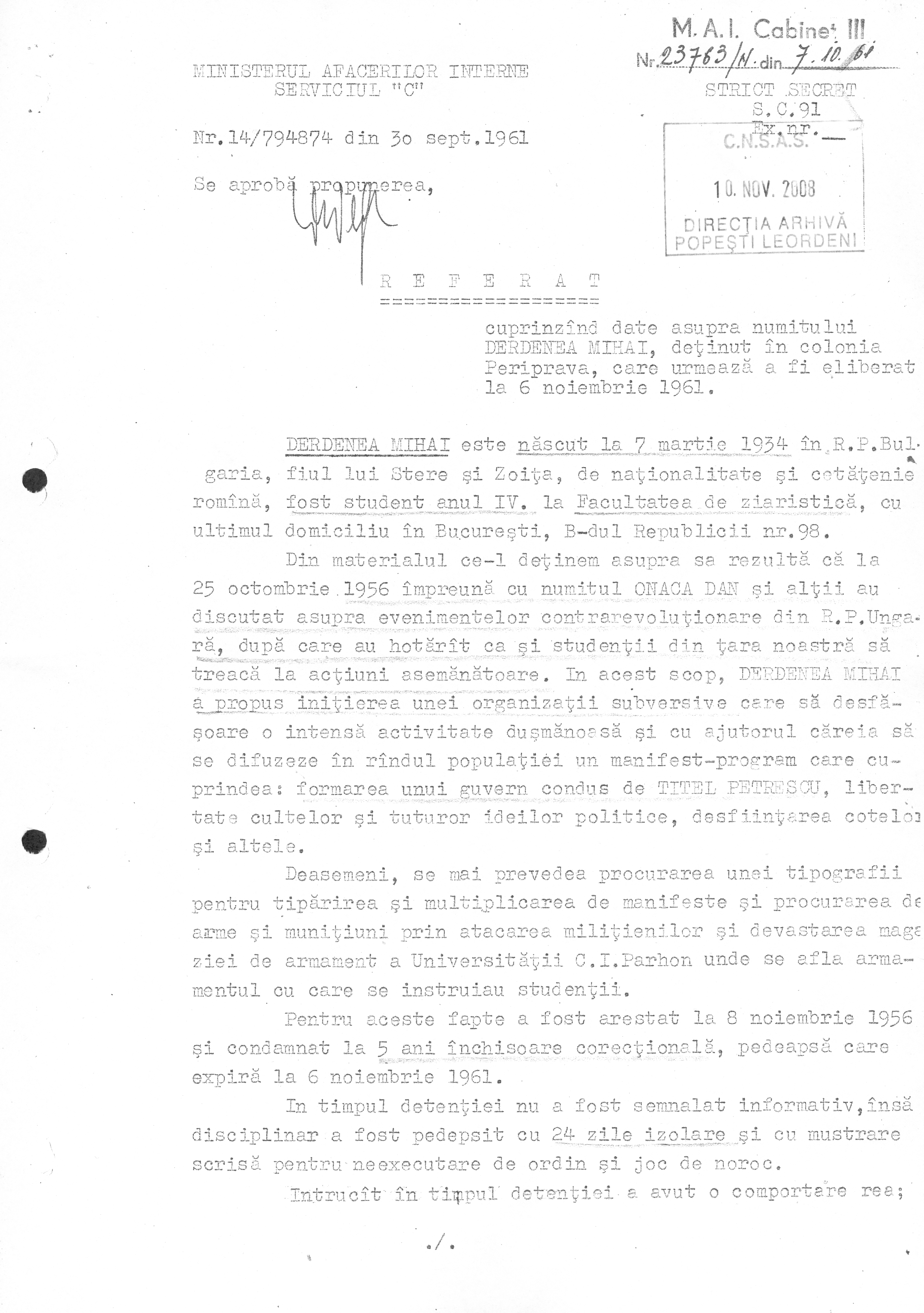
Referat privind stabilirea D.O. (domiciliu obligatoriu), la expirarea pedepsei.
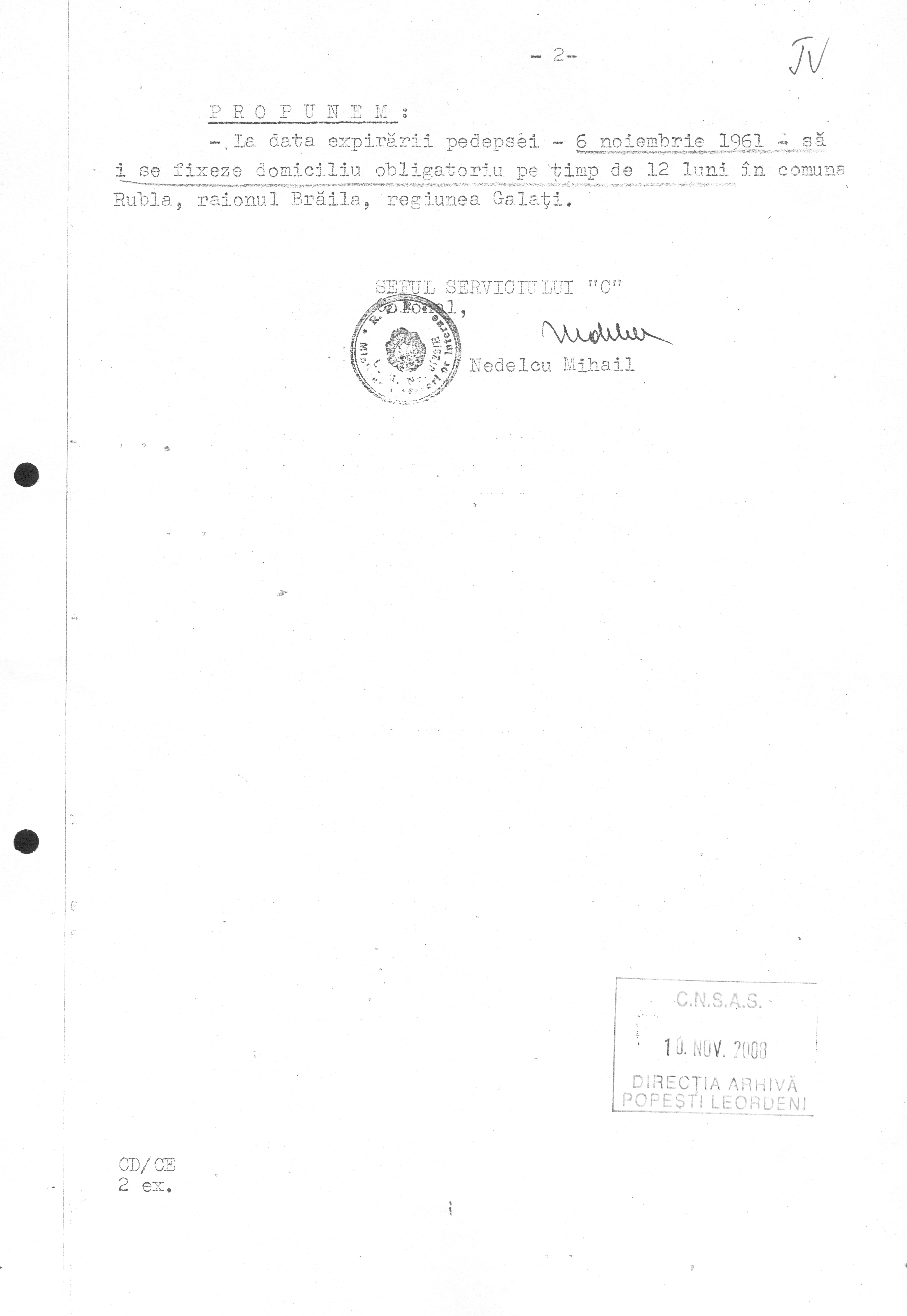
Referat privind stabilirea D.O. (domiciliu obligatoriu), la expirarea pedepsei.
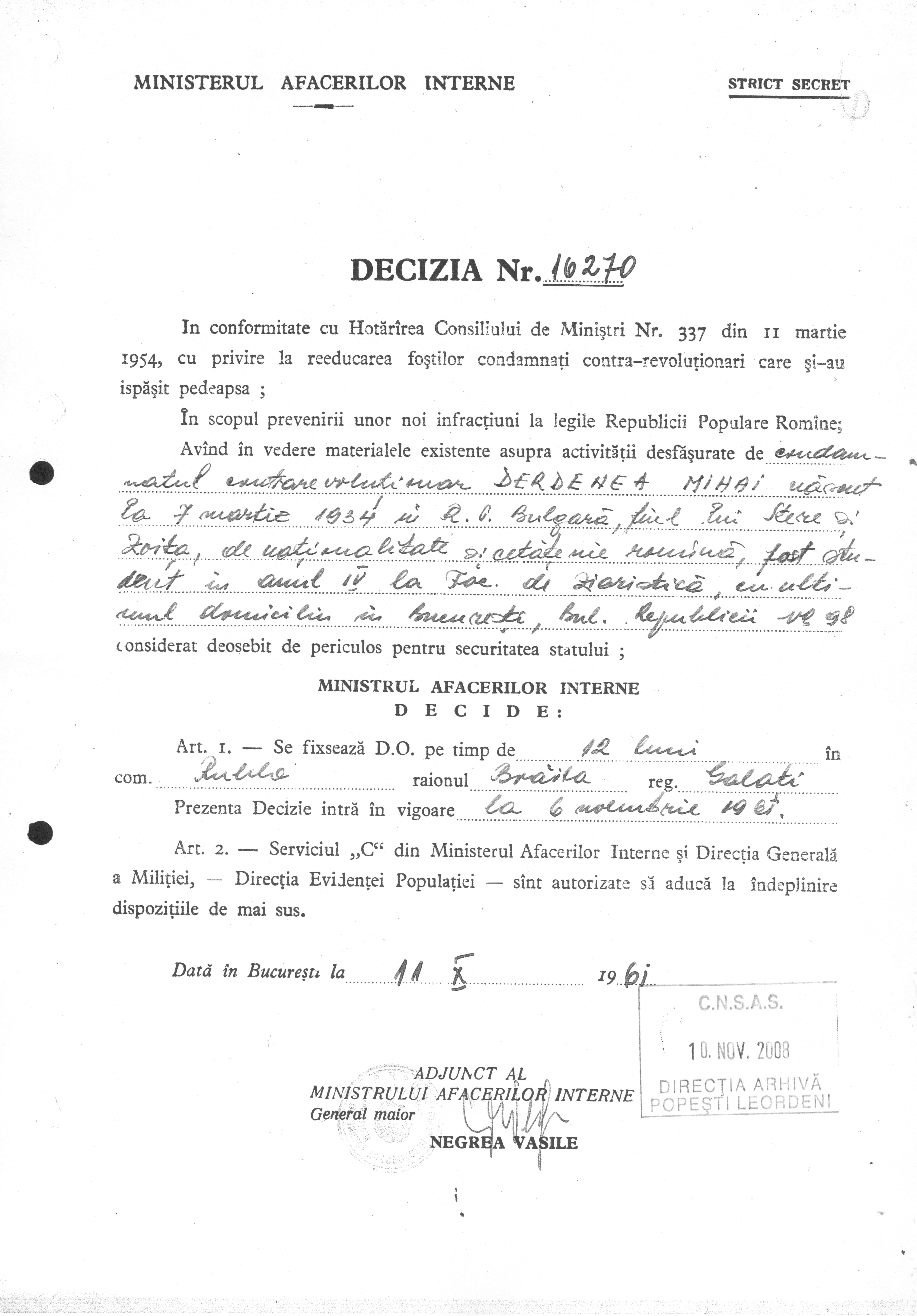
Decizia privind fixarea D.O. (domiciliul obligatoriu).
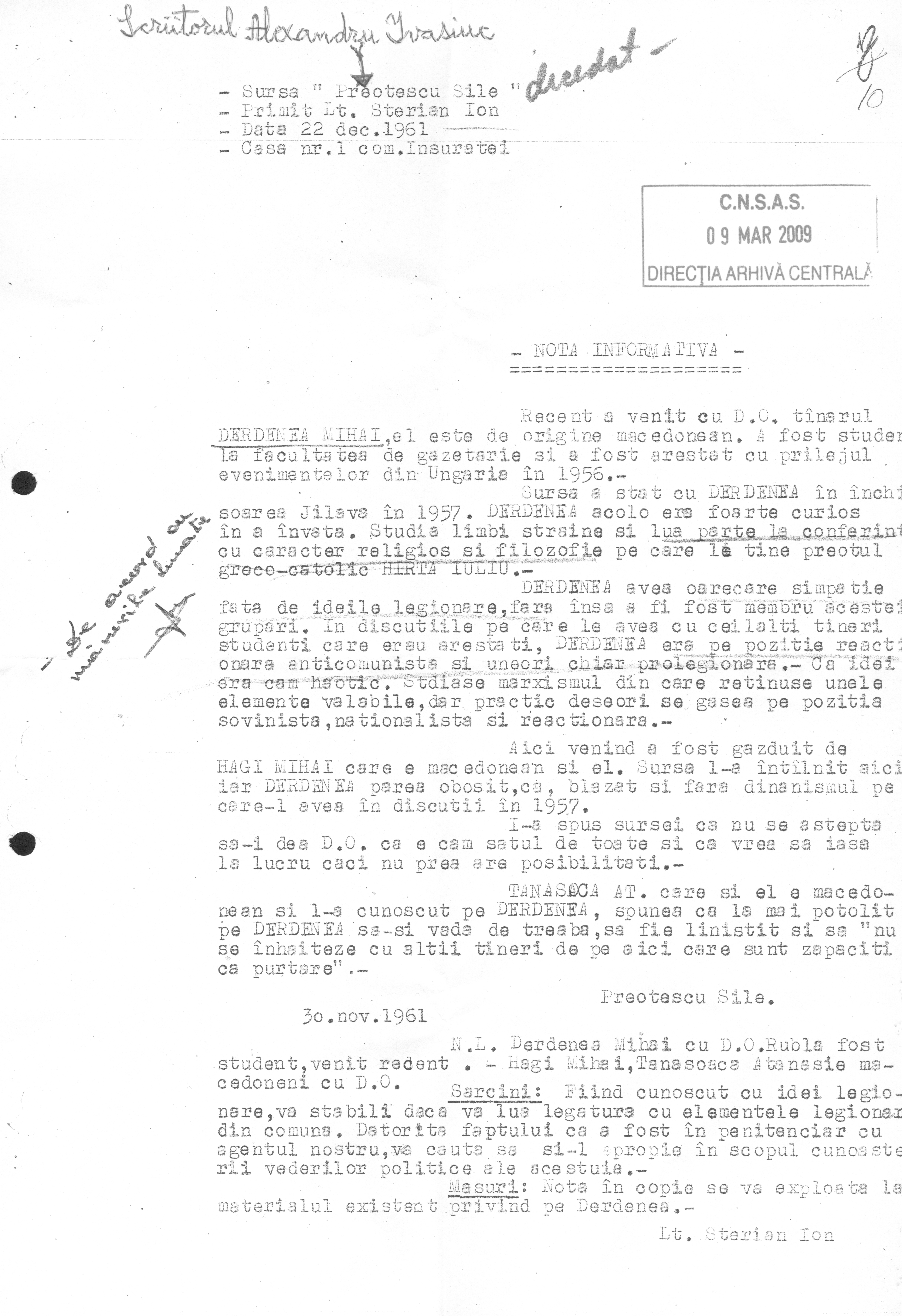
N.I. privind statutul domnului Derdena după stabilirea în D.O.(domiciliu obligatoriu).
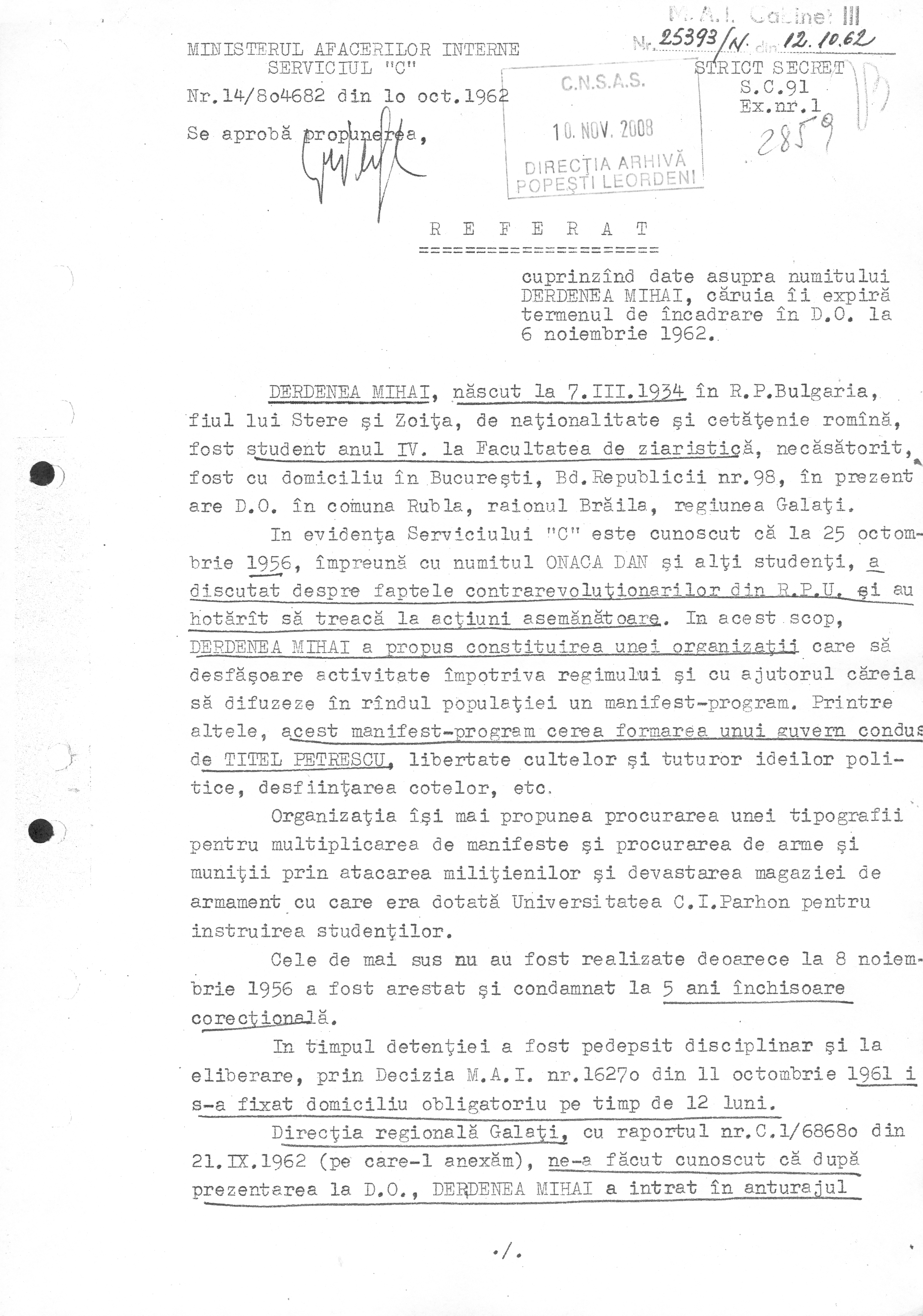
Referat cu privire la finalizarea primelor 12 luni de Domiciliu Obligatoriu şi prelungirea acestuia cu încă 24 de luni.
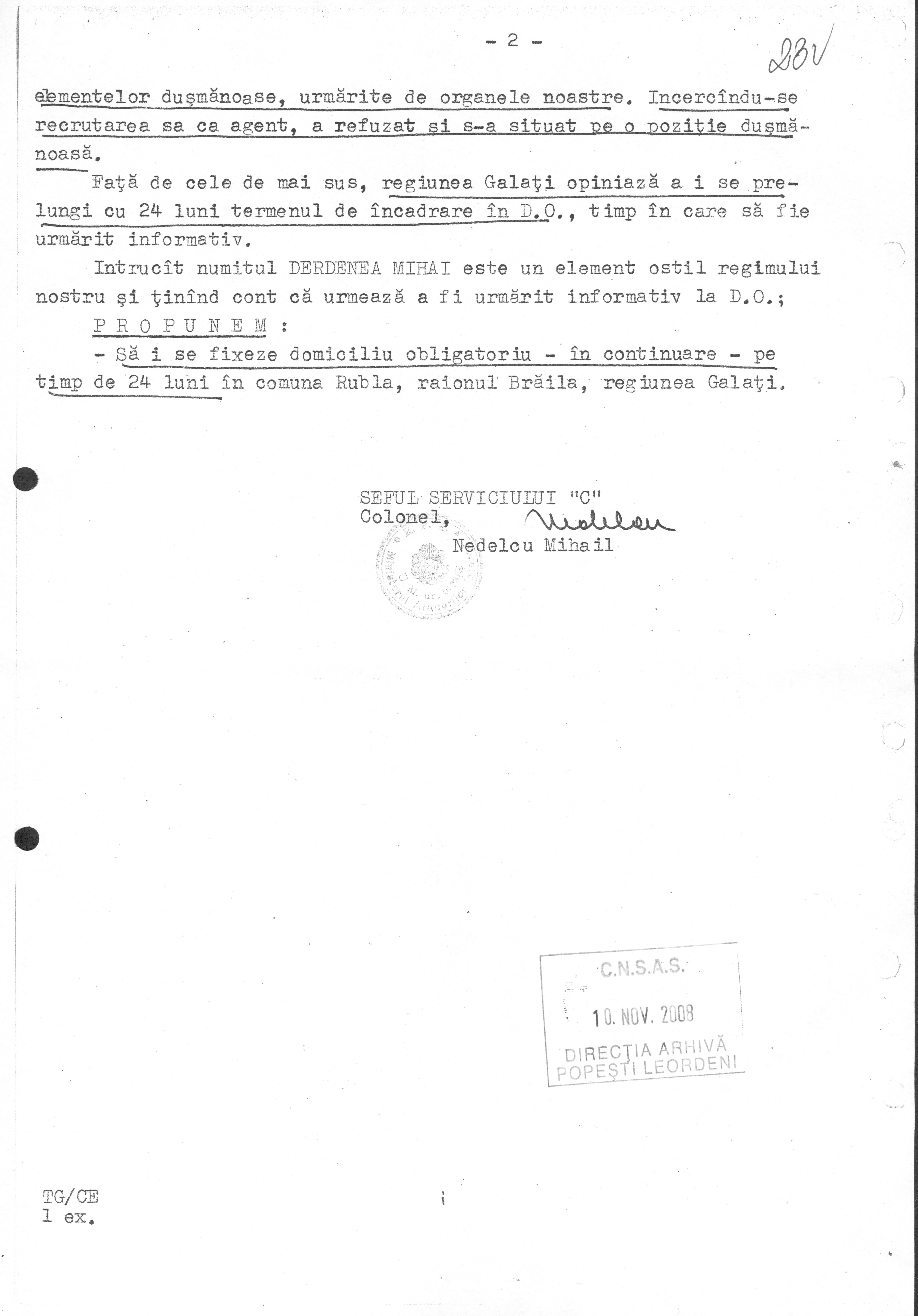
Referat cu privire la finalizarea primelor 12 luni de Domiciliu Obligatoriu şi prelungirea acestuia cu încă 24 de luni.
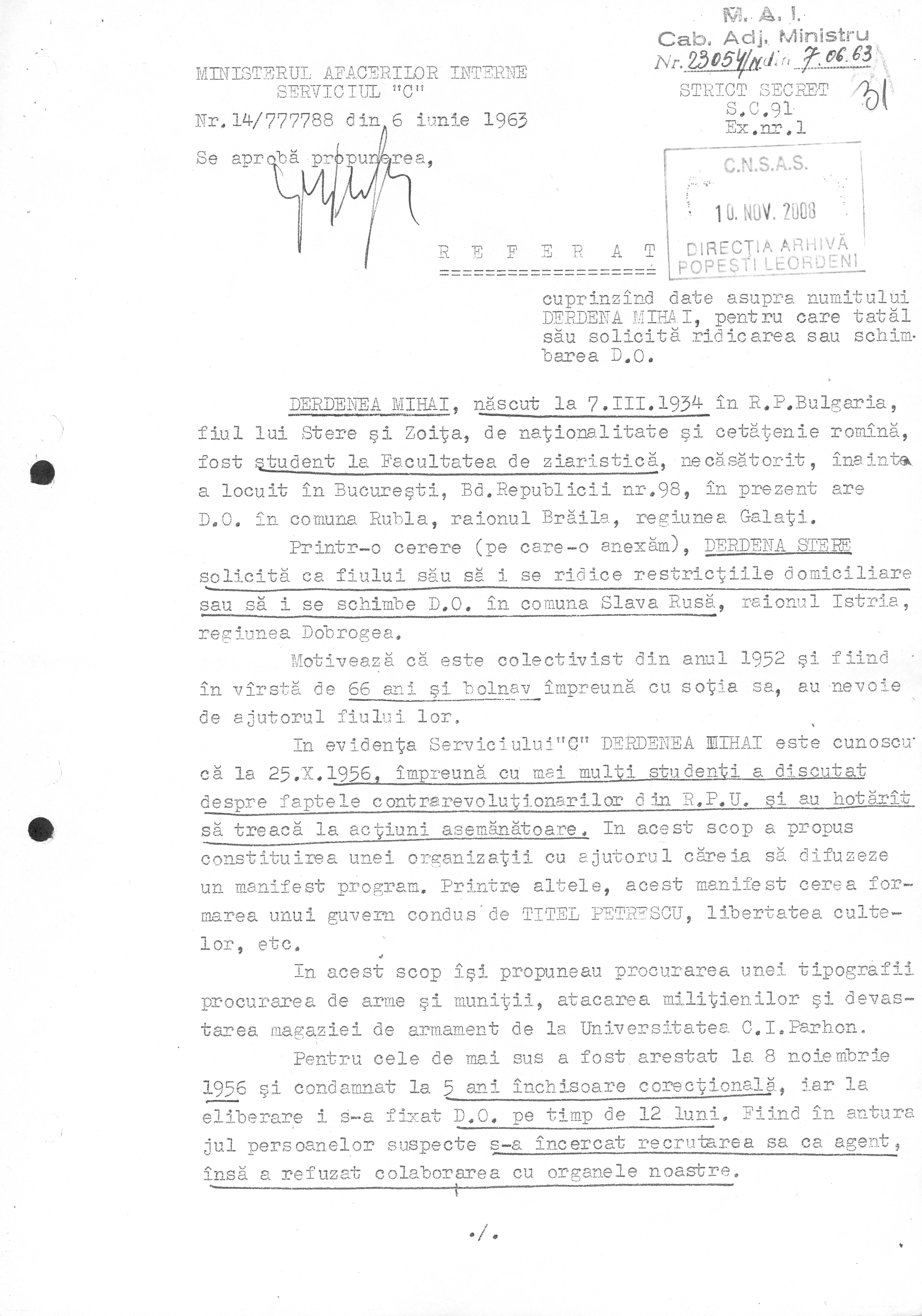
Referat privind respingerea cererii Domnului Derdena Stere, tatăl lui Mihai Stere Derdena, cerere ce solicită schimbarea Domiciliului Obligatoriu din comuna Rubla, raionul Brăila, regiunea Galaţi, în comuna Slava Rusă, raionul Istria, regiunea Dobrogea.
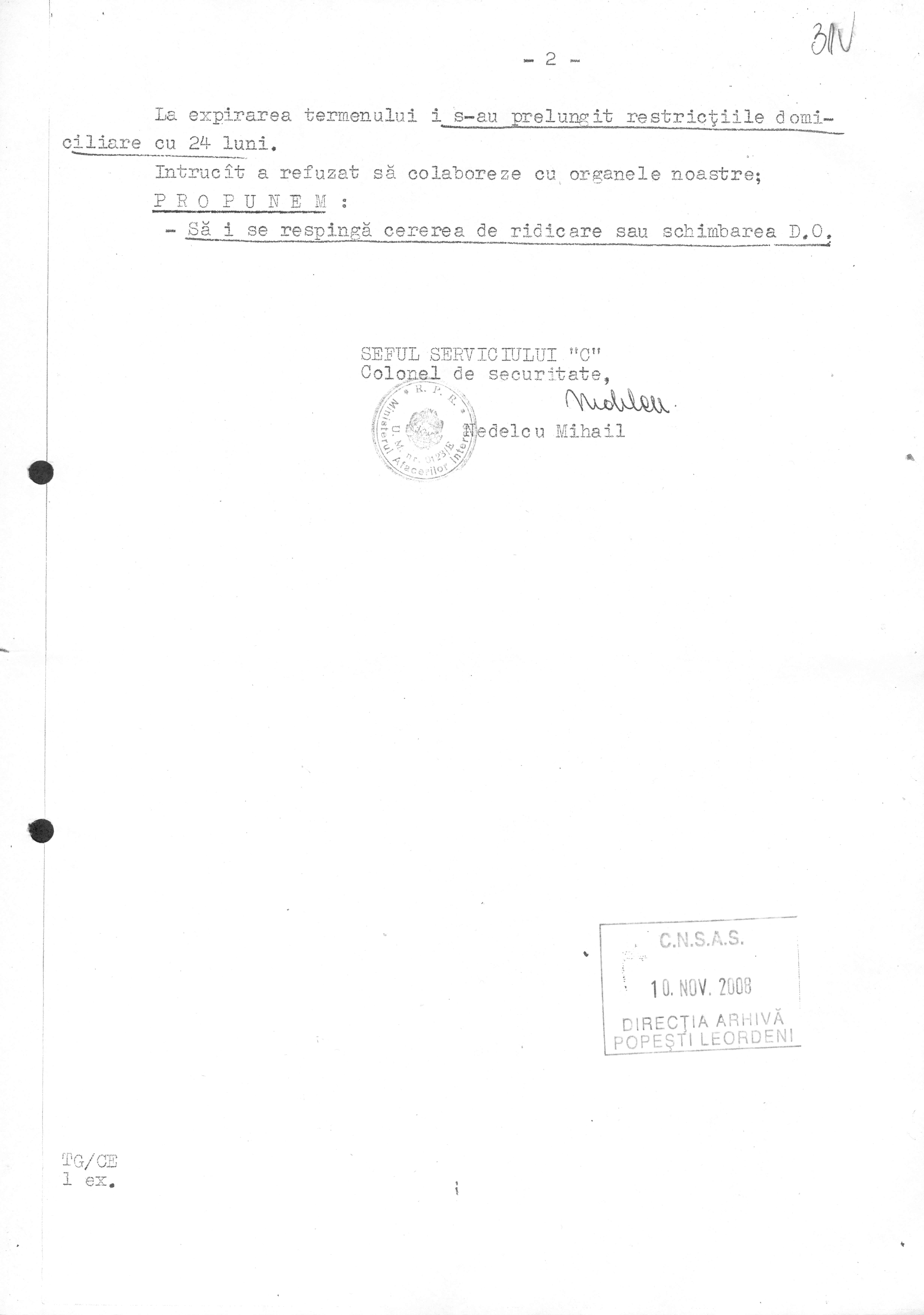
Referat privind respingerea cererii Domnului Derdena Stere, tatăl lui Mihai Stere Derdena, cerere ce solicită schimbarea Domiciliului Obligatoriu din comuna Rubla, raionul Brăila, regiunea Galaţi, în comuna Slava Rusă, raionul Istria, regiunea Dobrogea.
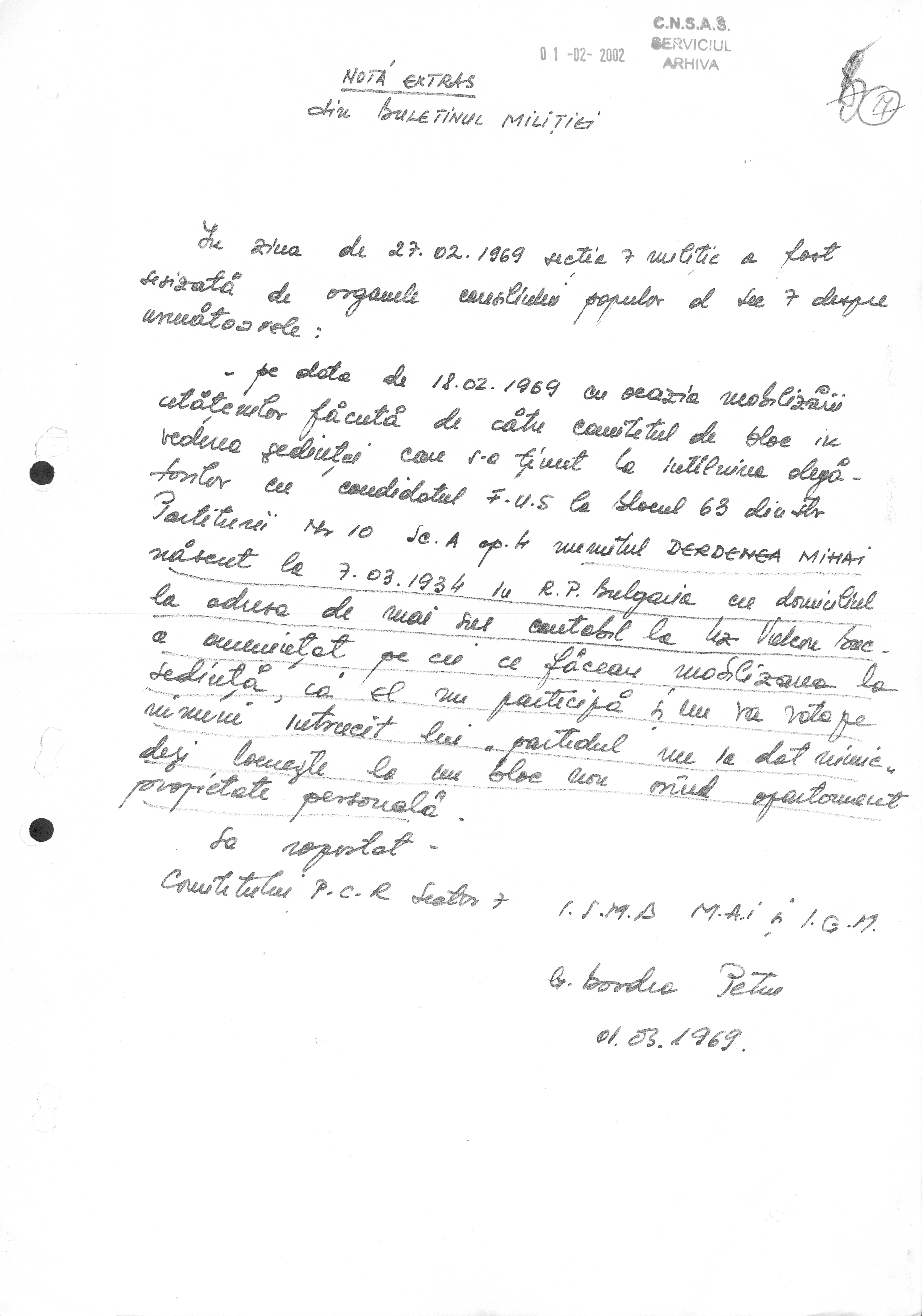
Notă cu privire la ameninţarea făcută de Derdena Mihai, împotriva mobilizării şi participării la alegerile organizate cu candidatul F.U.S şi a alegătorilor din blocul 63, str. Partiturii, nr. 10, sc. A, apartamentul 36 ,București.
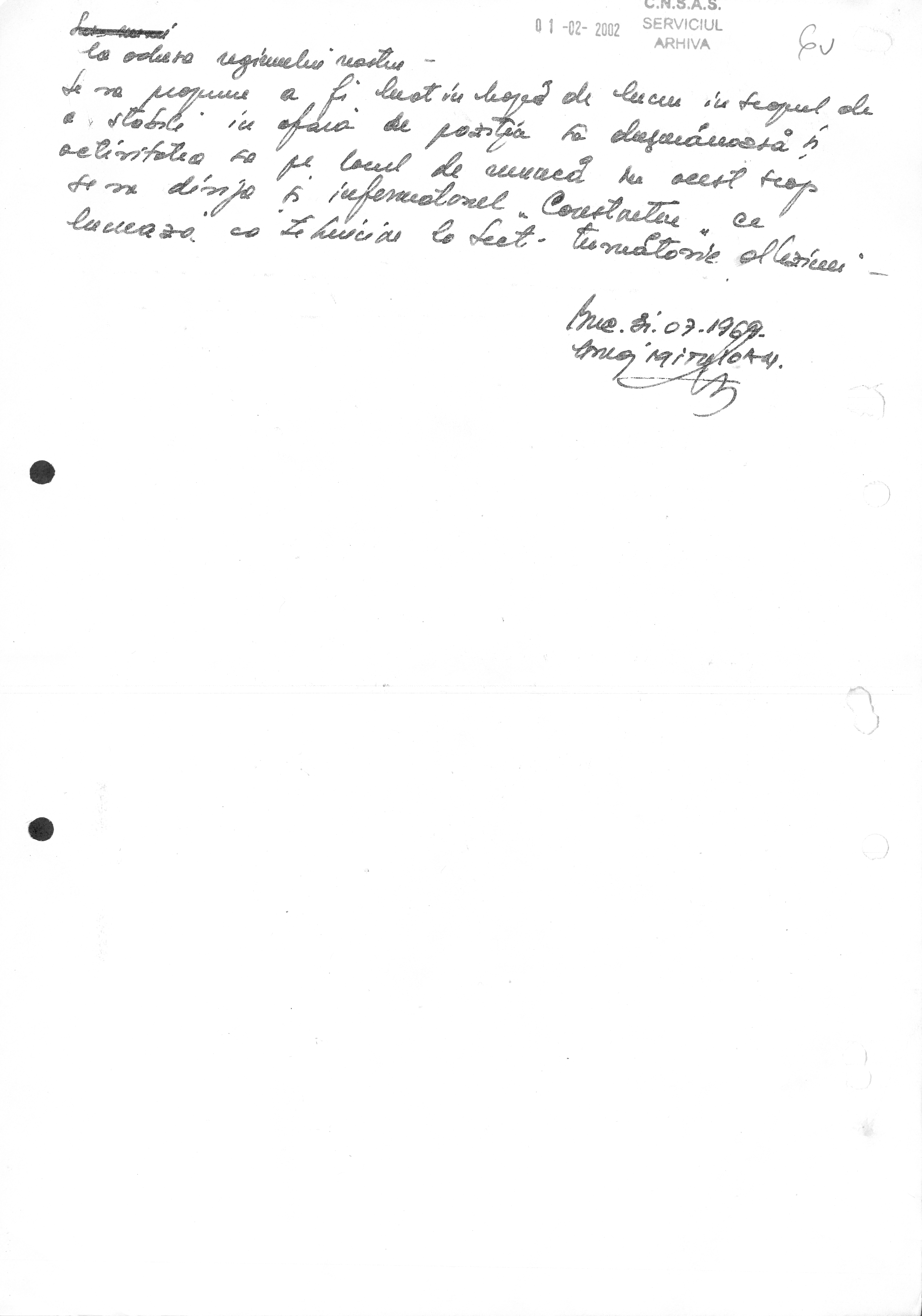
Notă Informativă dată de V. Grigorescu securităţii despre obiectivul Derdena Mihai asupra activităţii în cadrul uzinei Vulcan.
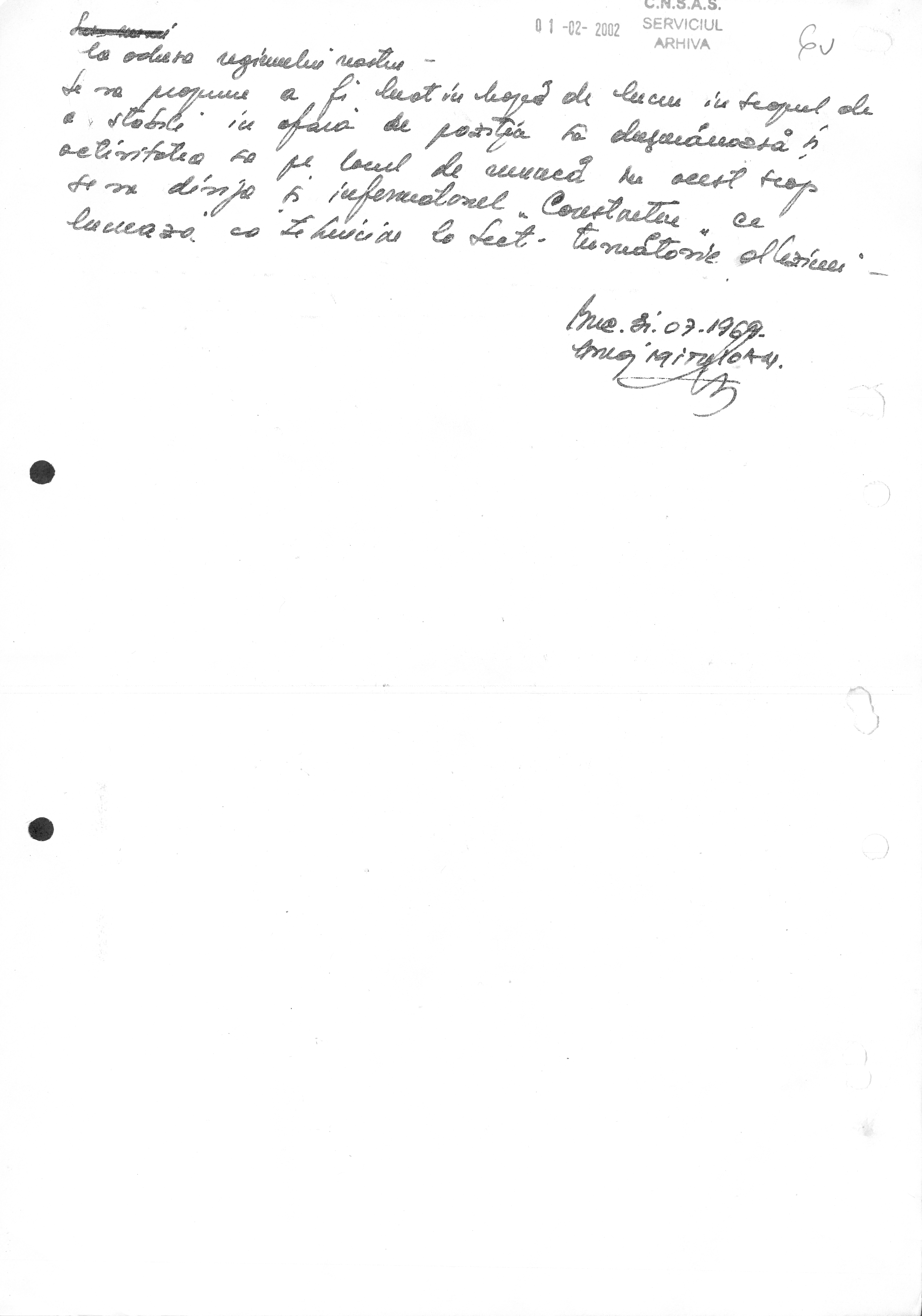
Notă Informativă dată de V. Grigorescu securităţii despre obiectivul Derdena Mihai asupra activităţii în cadrul uzinei Vulcan.
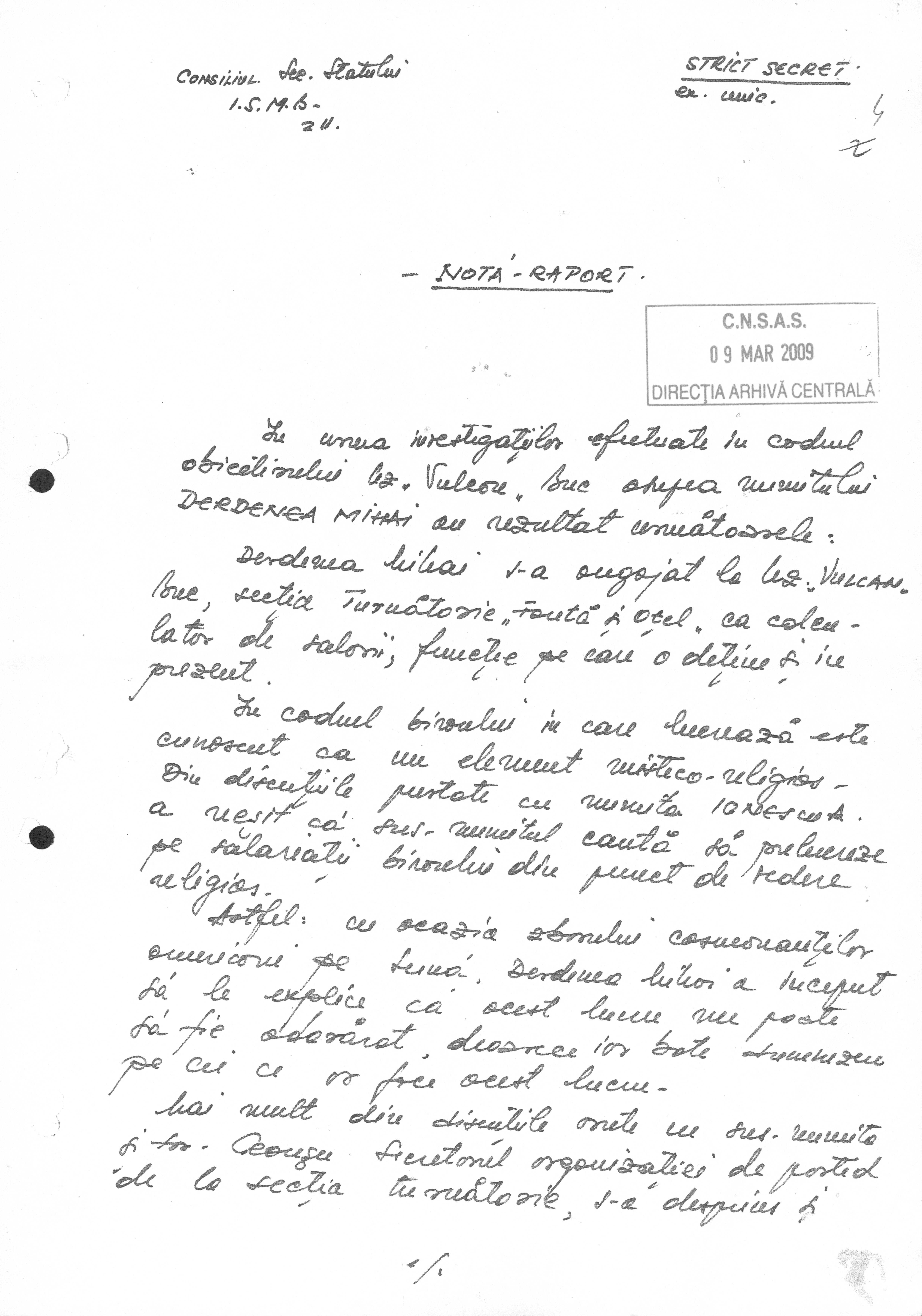
Notă Informativă în urma investigaţiilor efectuate în cadrul obiectivului Uzina Vulcan Bucureşti, asupra numitului Derdena Mihai.
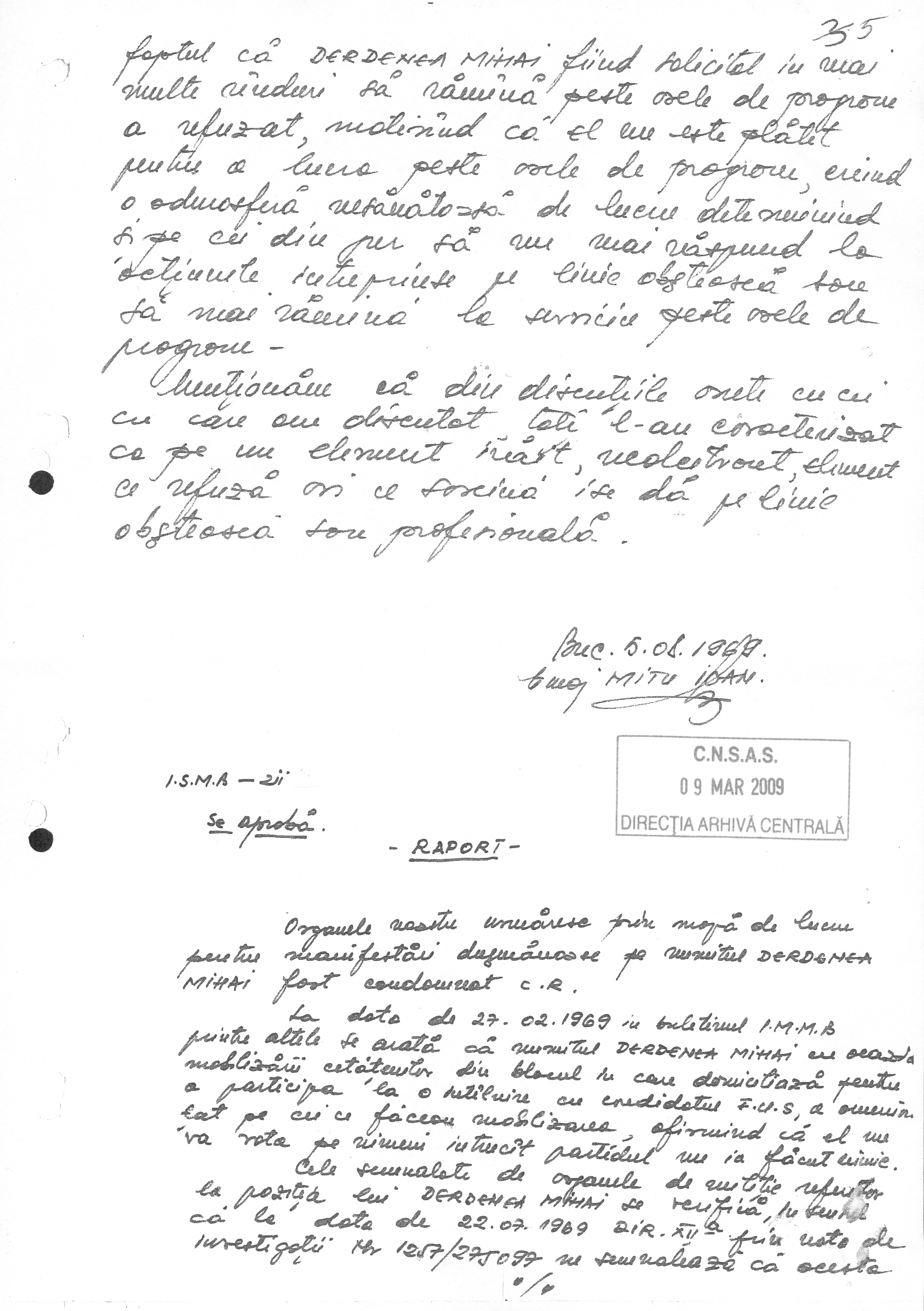
Raport cu privire la Nota Informativă despre numitul Derdena Mihai şi consemnarea în mapa de lucru a Securităţii.
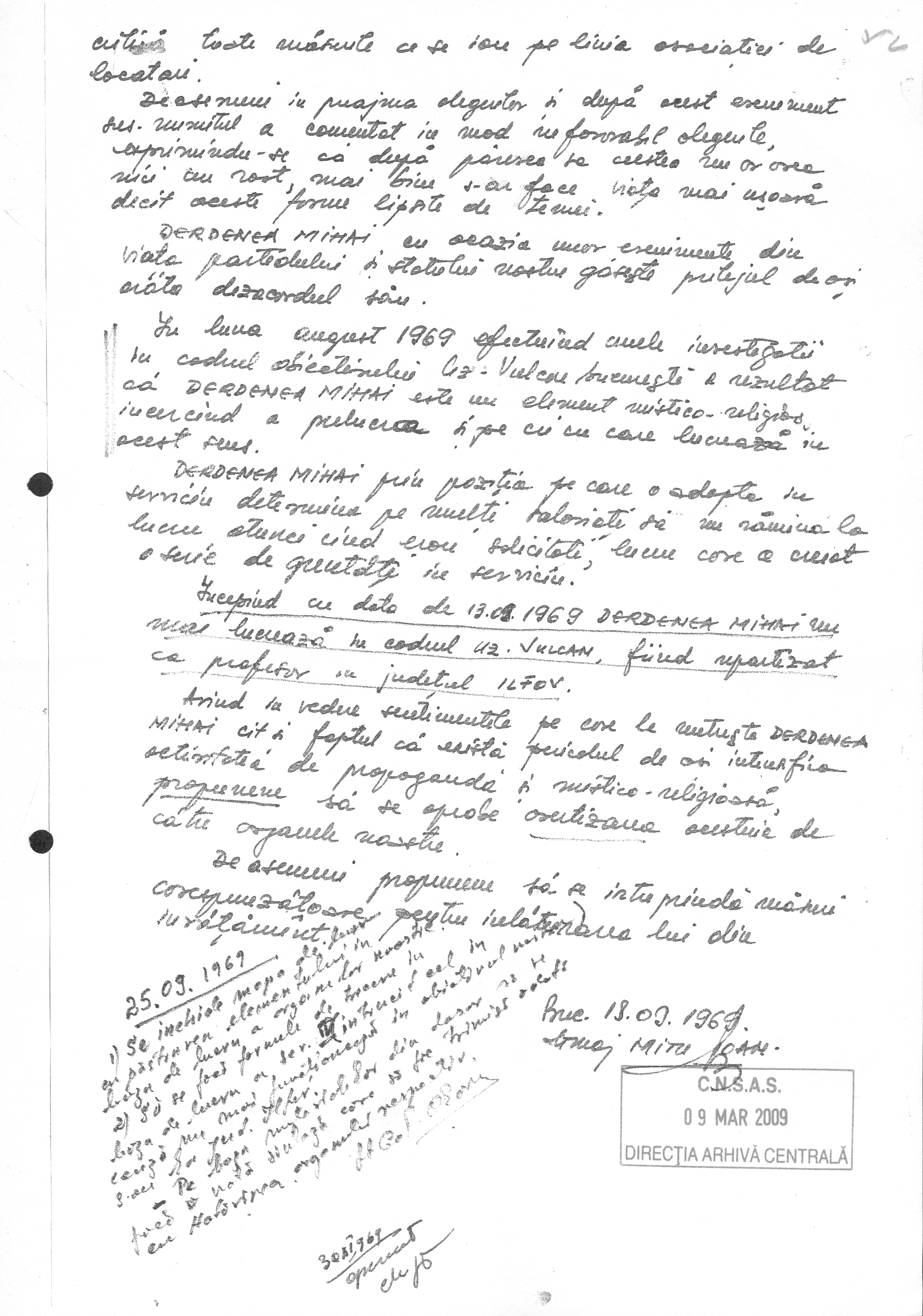
Raport cu privire la Nota Informativă despre numitul Derdena Mihai şi consemnarea în mapa de lucru a Securităţii.
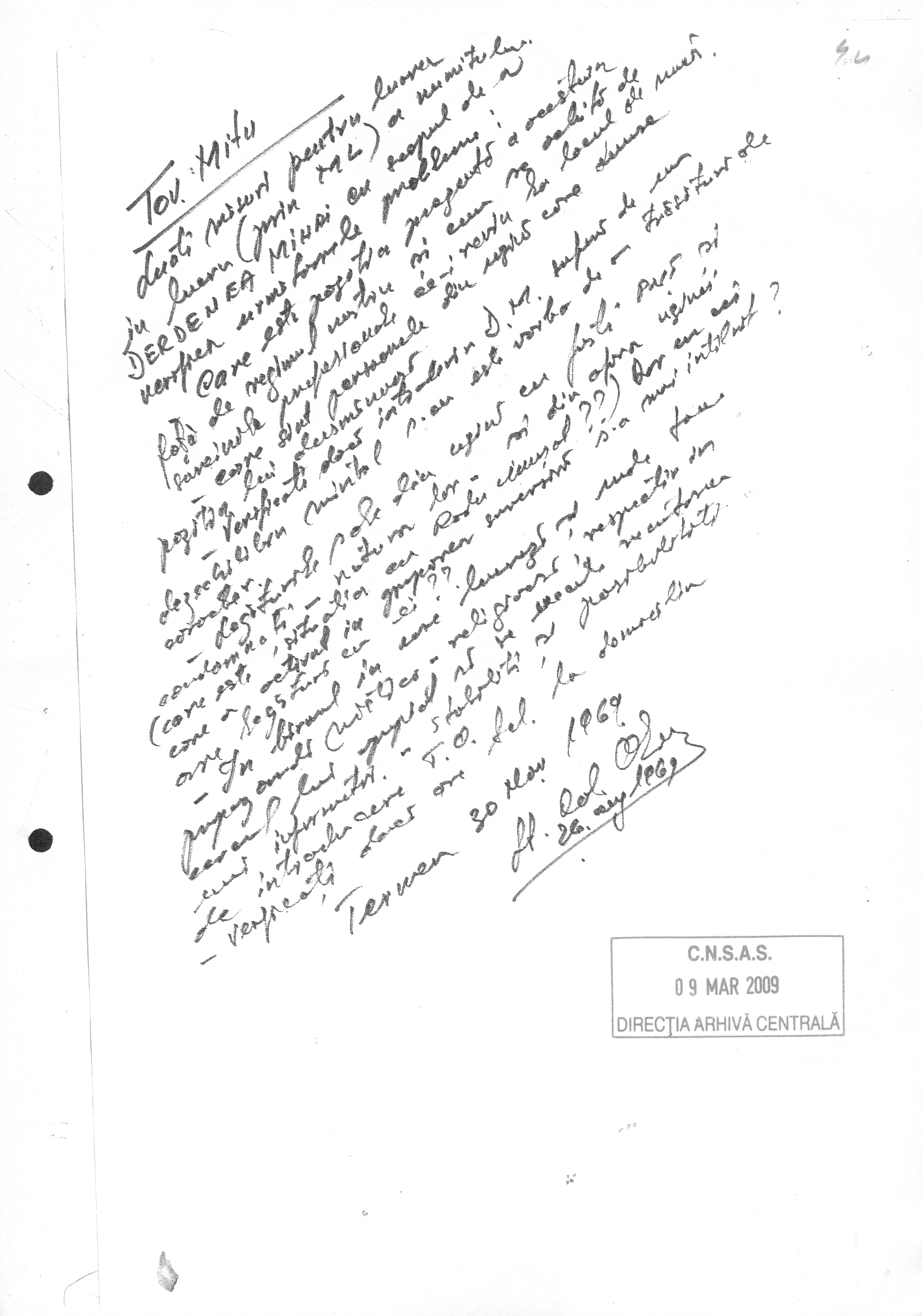
Scrisoare cu ordin de executare a unor măsuri împotriva aşa-zisei propagande mistico-religioase, anticomuniste făcute de Derdena Mihai.
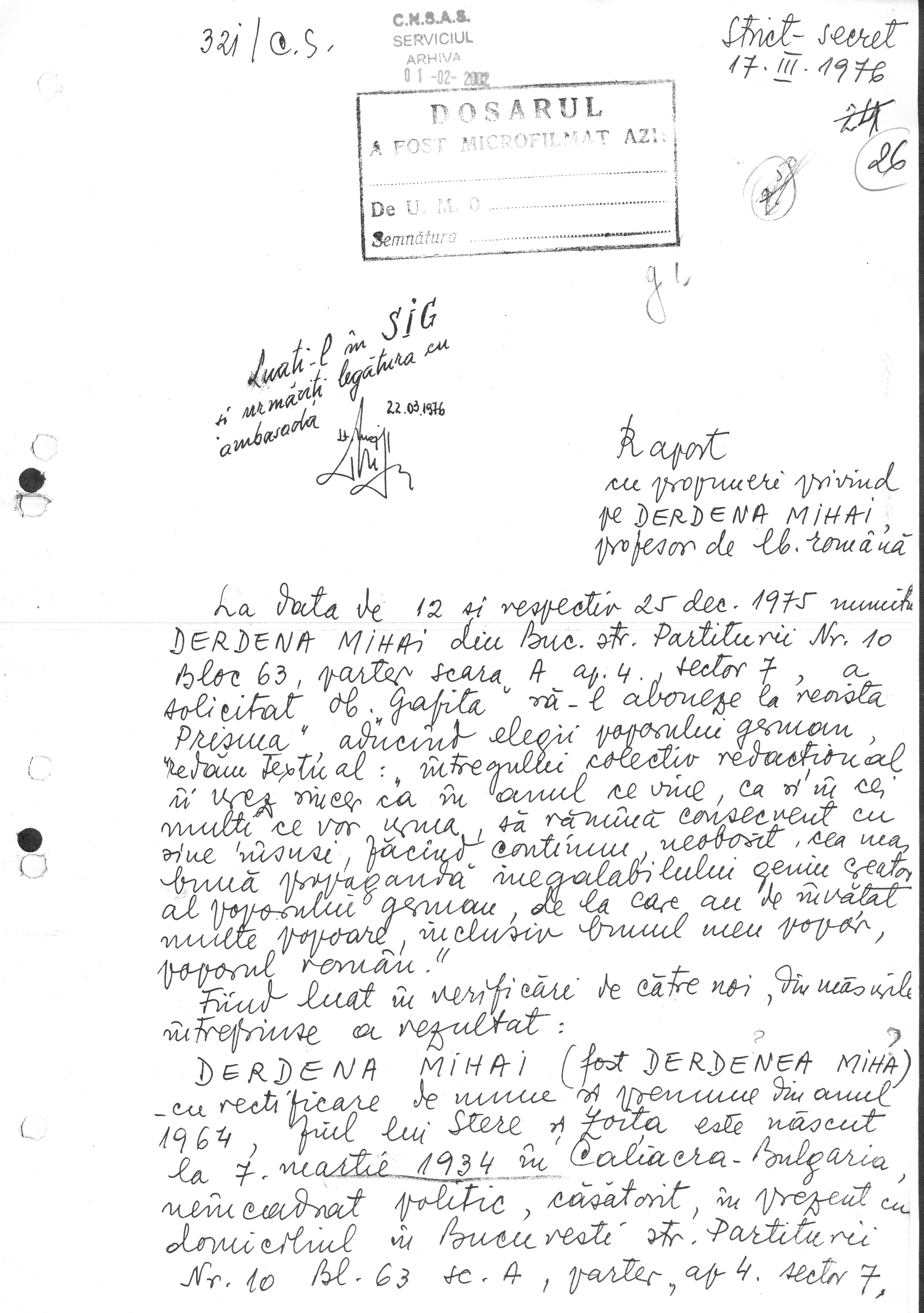
Raport cu propuneri privind pe numitul Derdena Mihai profesor de limbă română.
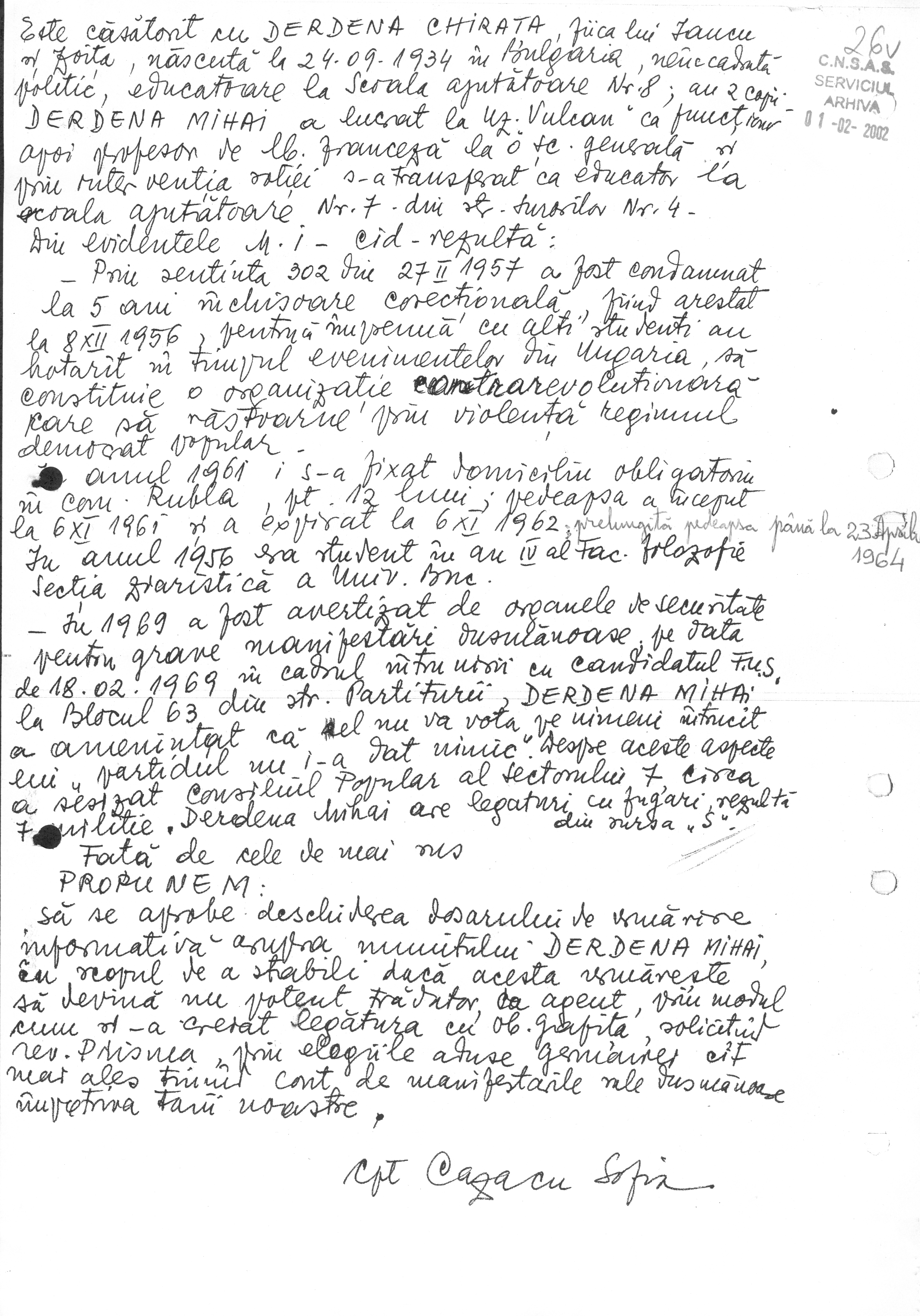
Raport cu propuneri privind pe numitul Derdena Mihai profesor de limbă română, de a fi dat afară din învățământ.
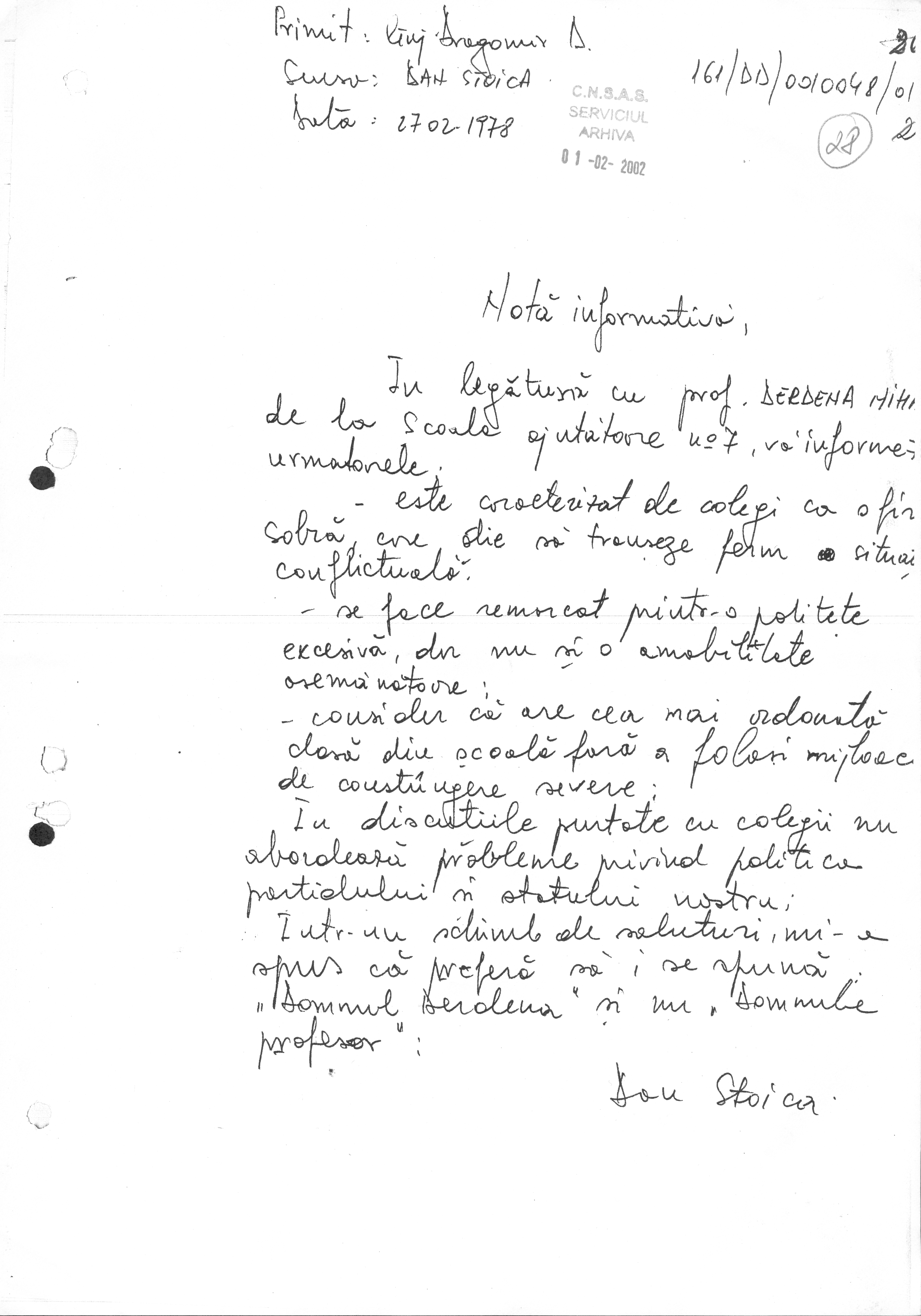
Notă informativo privind caracterizarea prof. Derdena Mihai de către colegii acestuia de la Şcoala ajutătoare nr. 7.
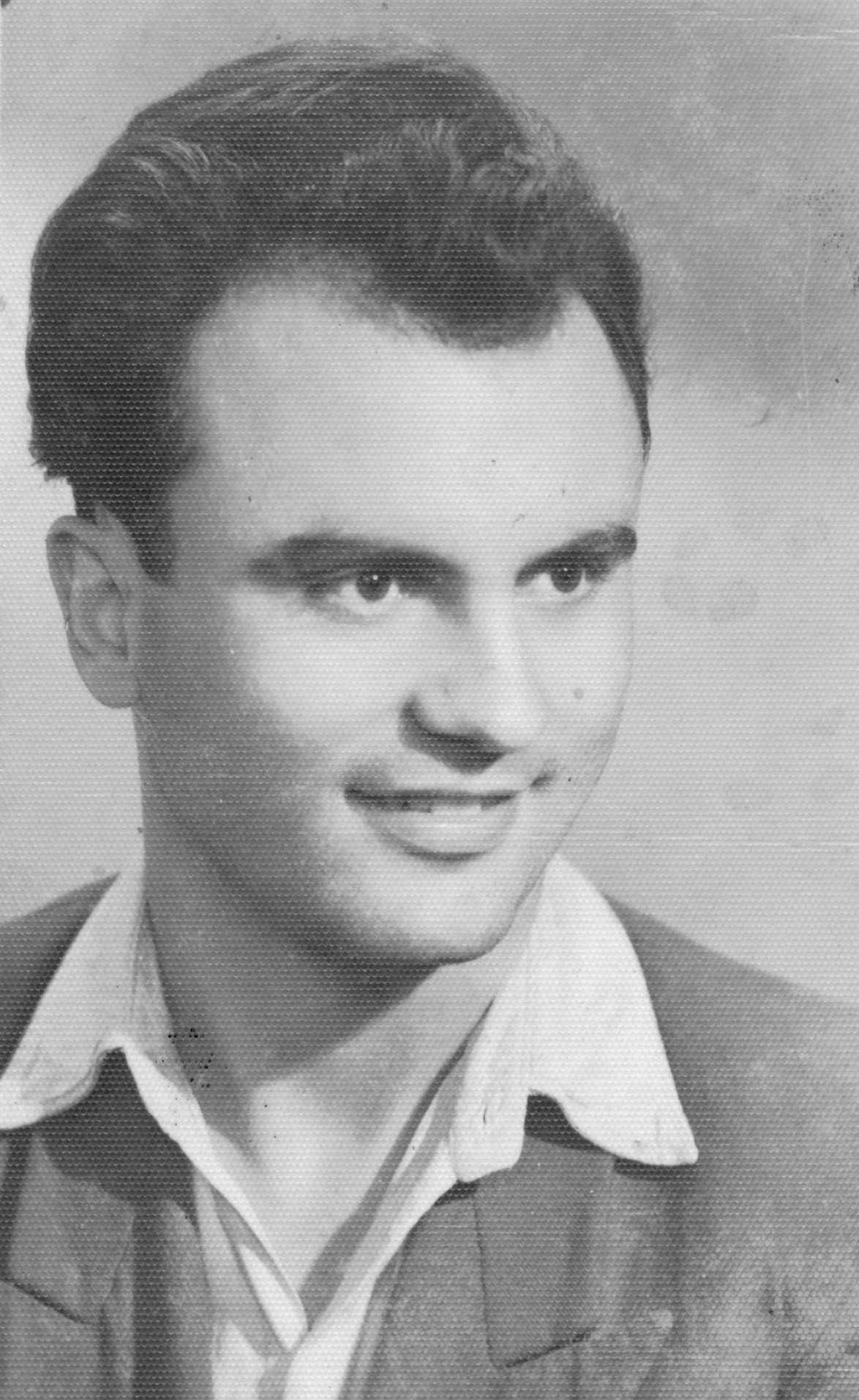
Mihai Stere Derdena student în anul al IV-lea, 1956 octombrie.
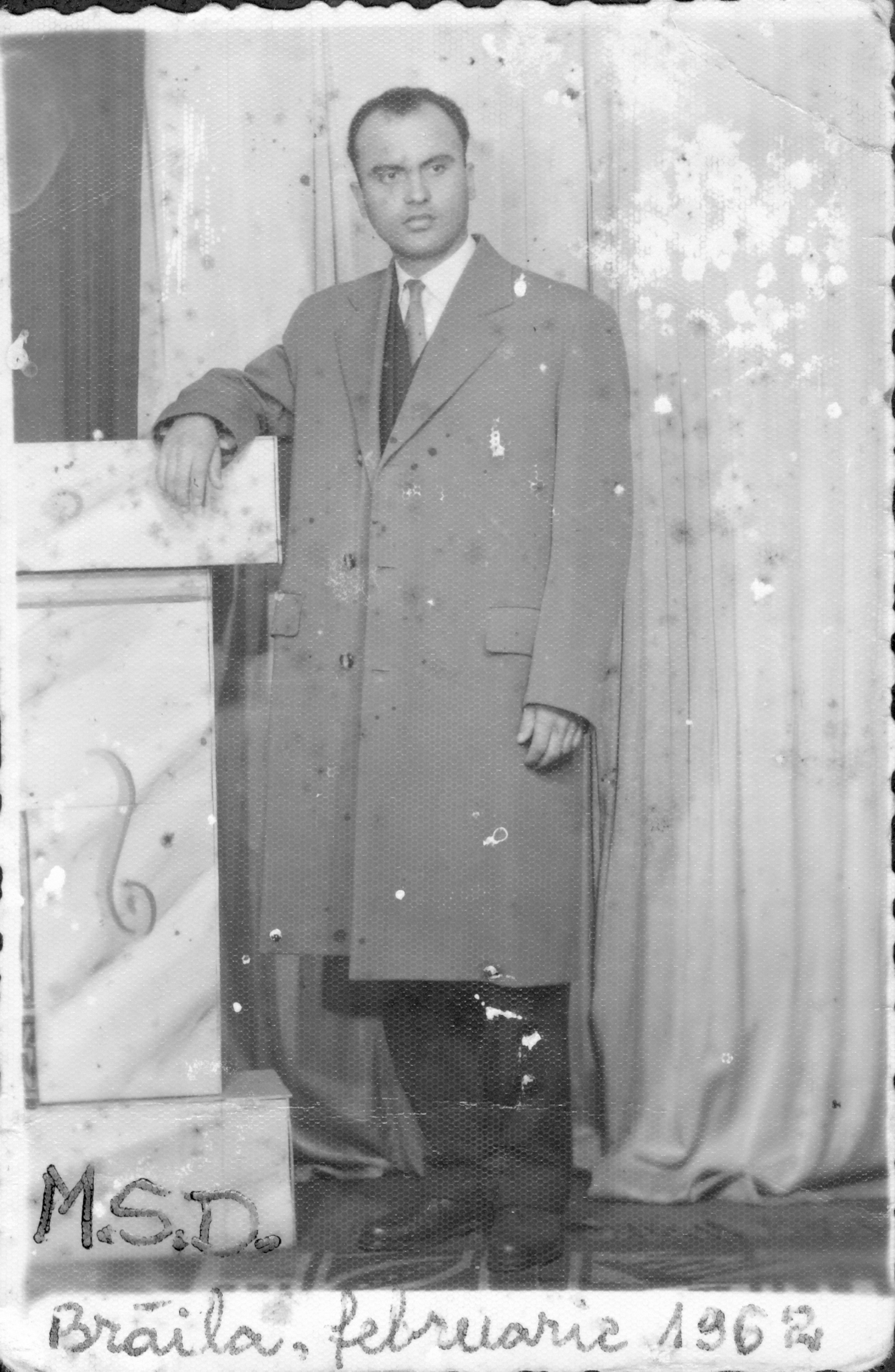
Mihai Stere Derdena la Brăila în feb. 1962.
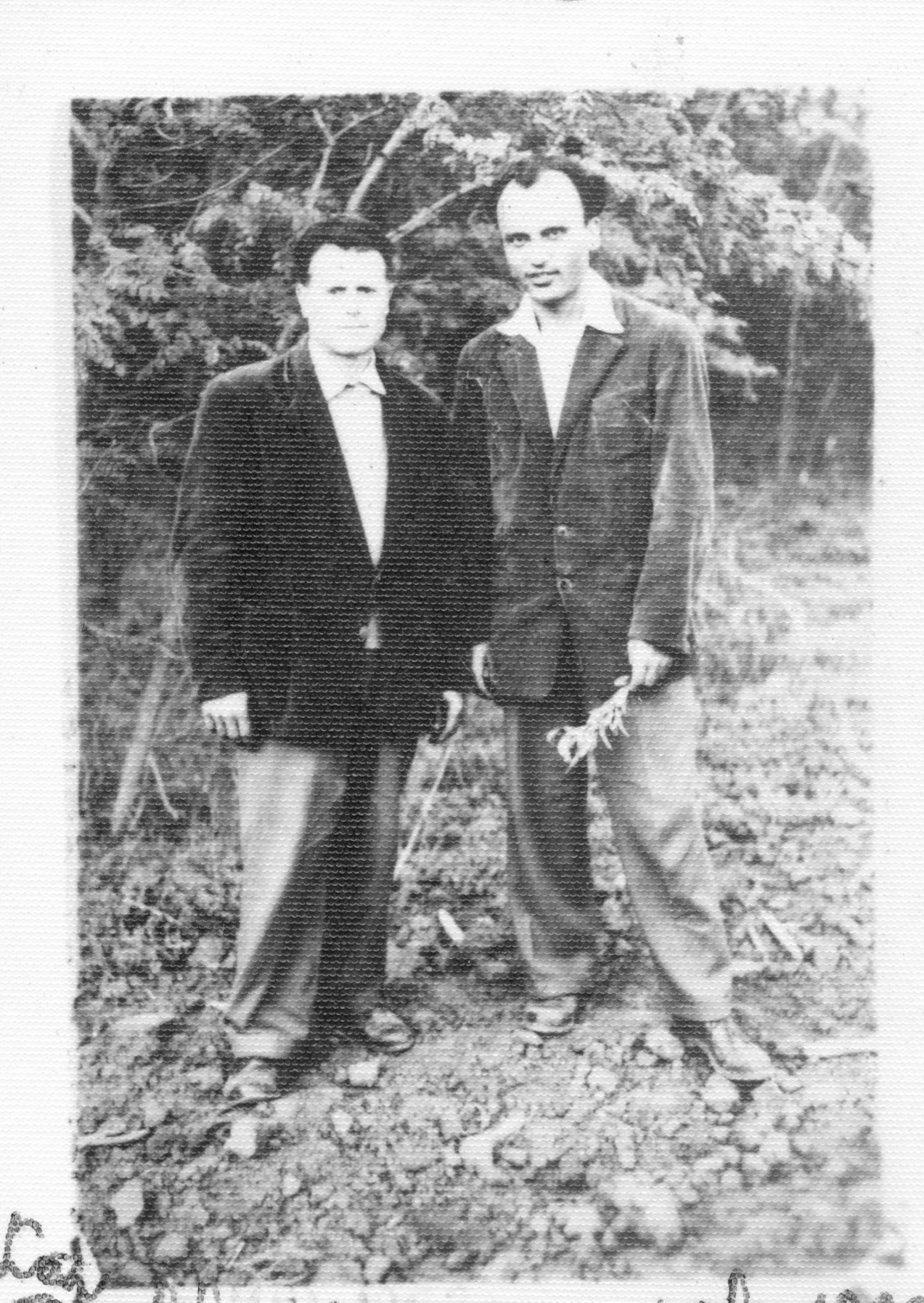
Mihai Stere Derdena şi Dimciu Caracostea, în aprilie 1962, la Rubla, Domiciliu Obligatoriu.
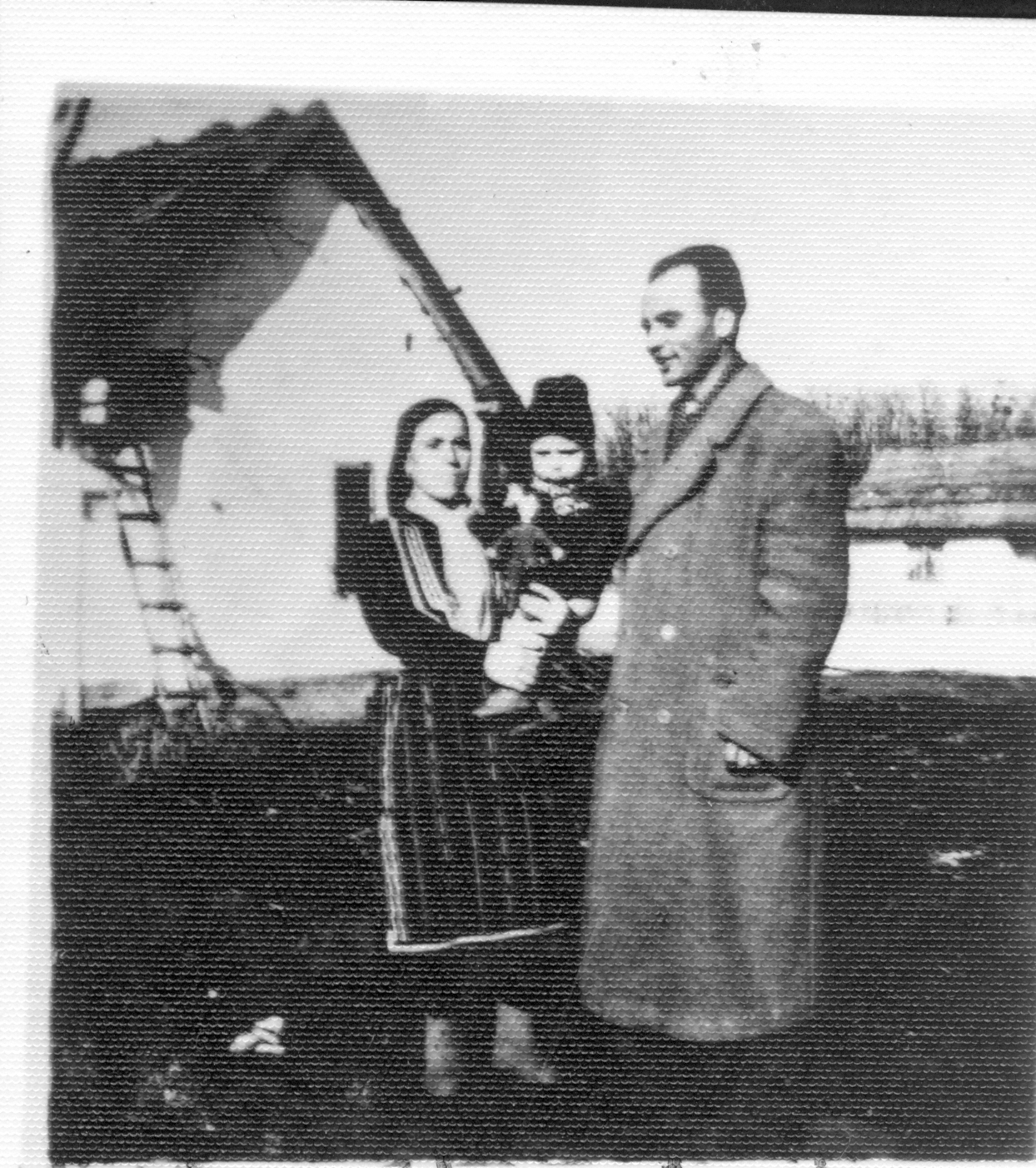
Mihai Stere Derdena cu Iţa şi Mihăiţă Hagi, în Rubla, cu D.O. (domiciliu obligatoriu), noiembrie 1961.
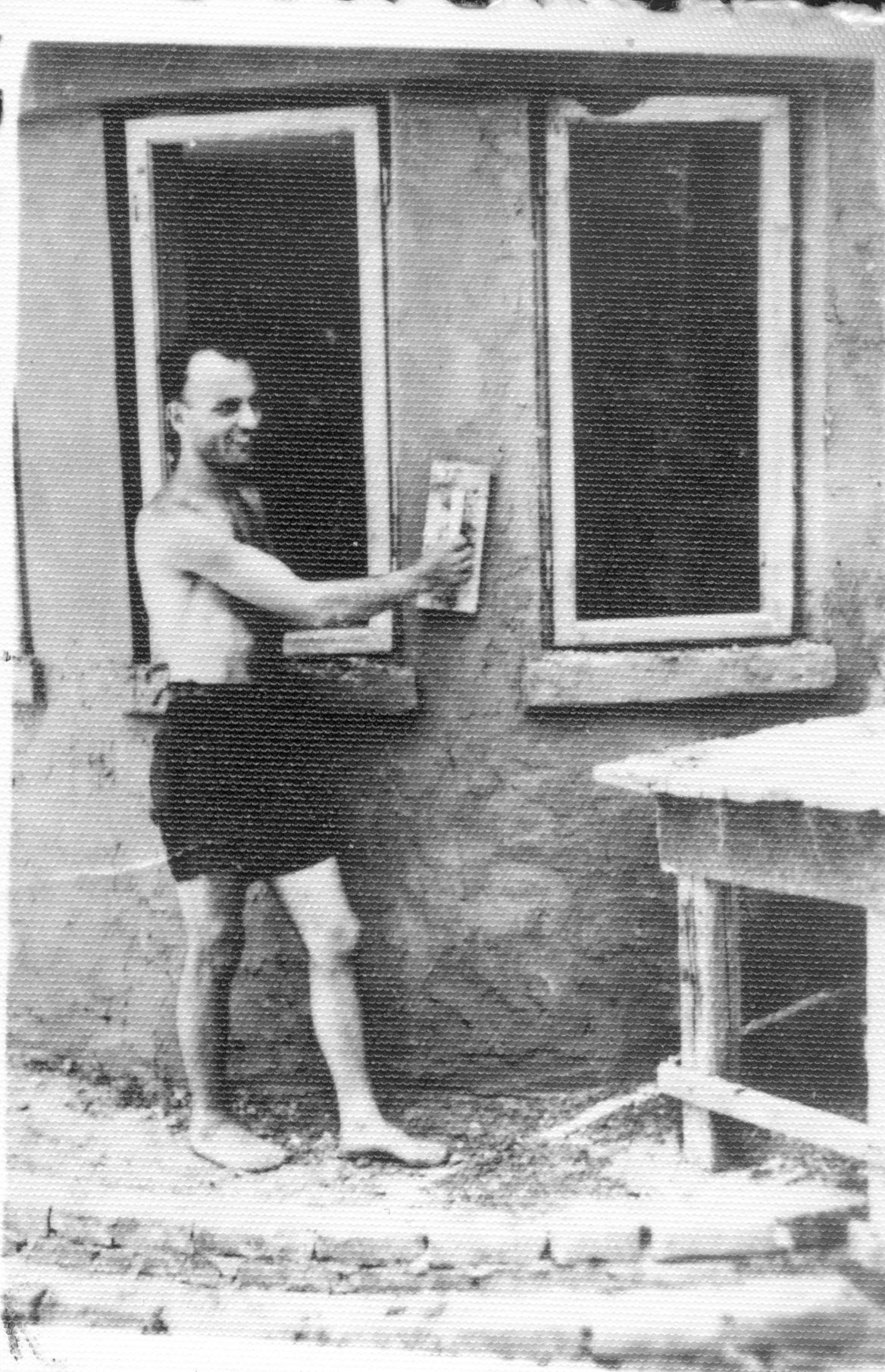
Mihai Stere Derdena în iunie 1962, la Rubla cu domiciliu obligatoriu.
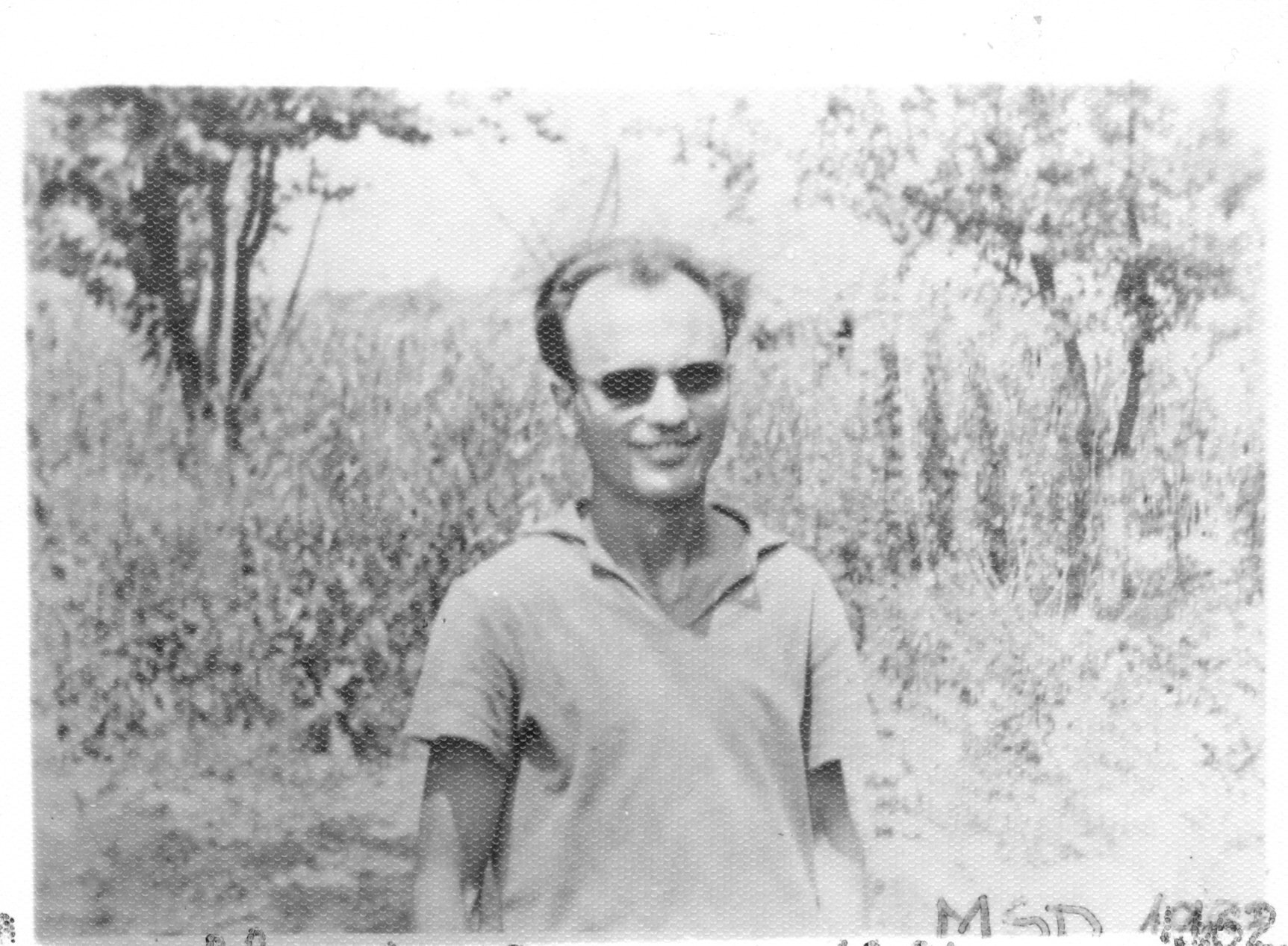
Mihai Stere Derdena, deoist la Rubla, în aprilie 1962.